# Emléktáblák Kaposvárott
Ez a képgaléria a Kaposvár szócikkhez kapcsolódik; helyi, országos vagy nemzetközi hírű személyekkel, valamint épületekkel, műtárgyakkal, helynevekkel és eseményekkel összefüggő emléktáblákat tartalmaz.

## Emléktáblák

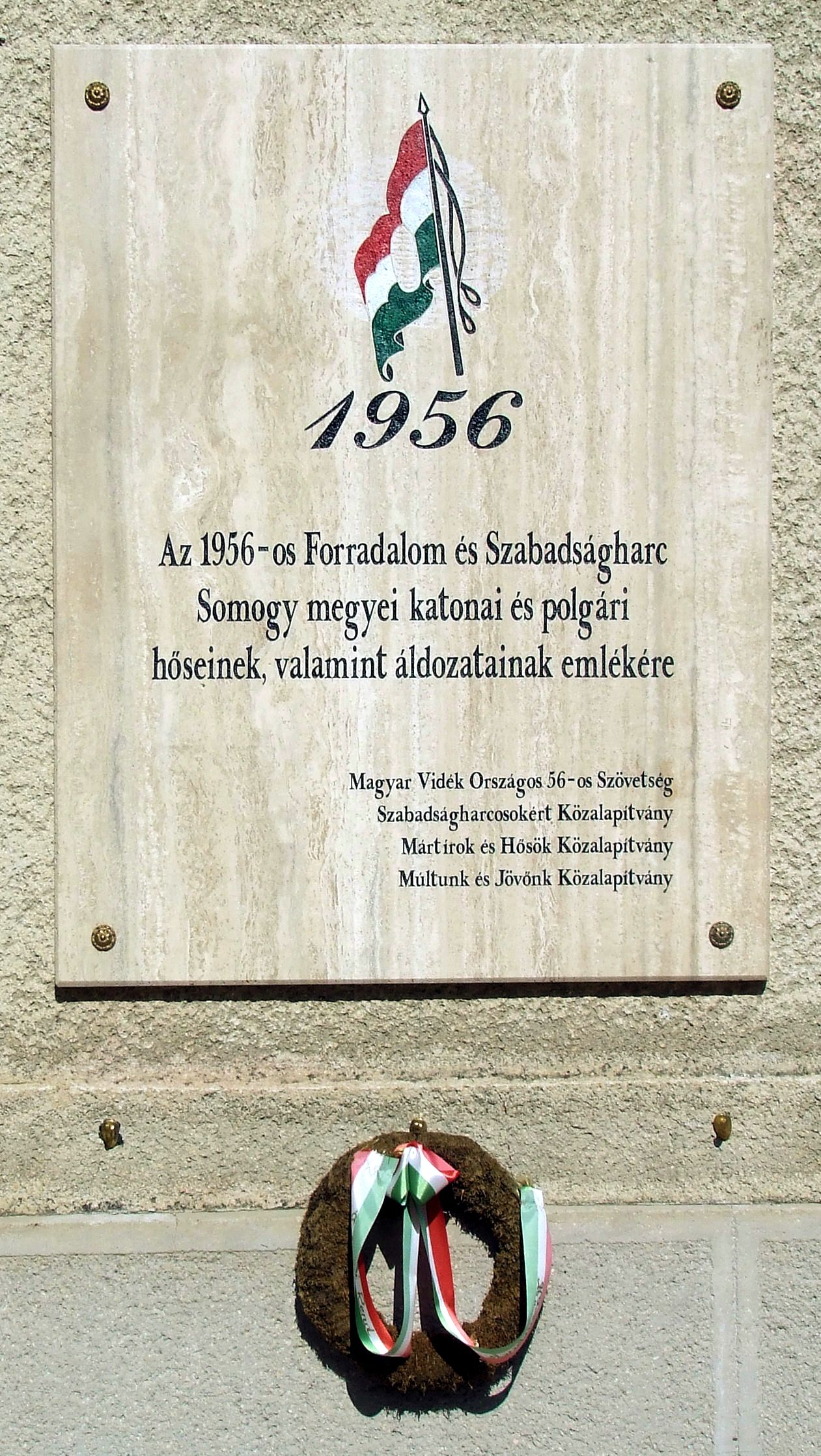
Az 1956-os forradalom áldozatai és hősei, Mindszenty tér
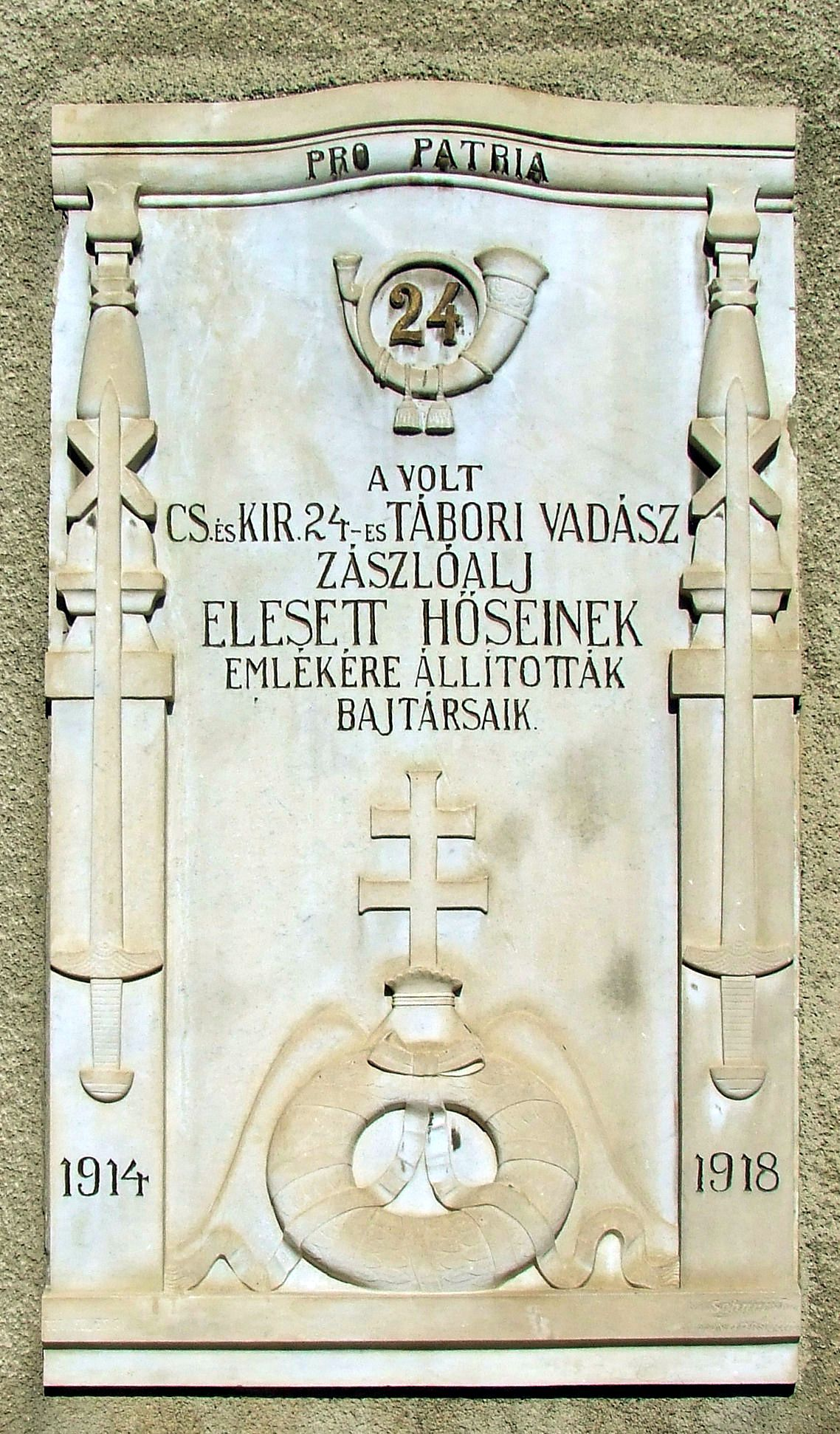
A 24. tábori vadászzászlóalj hősei, Mindszenty tér
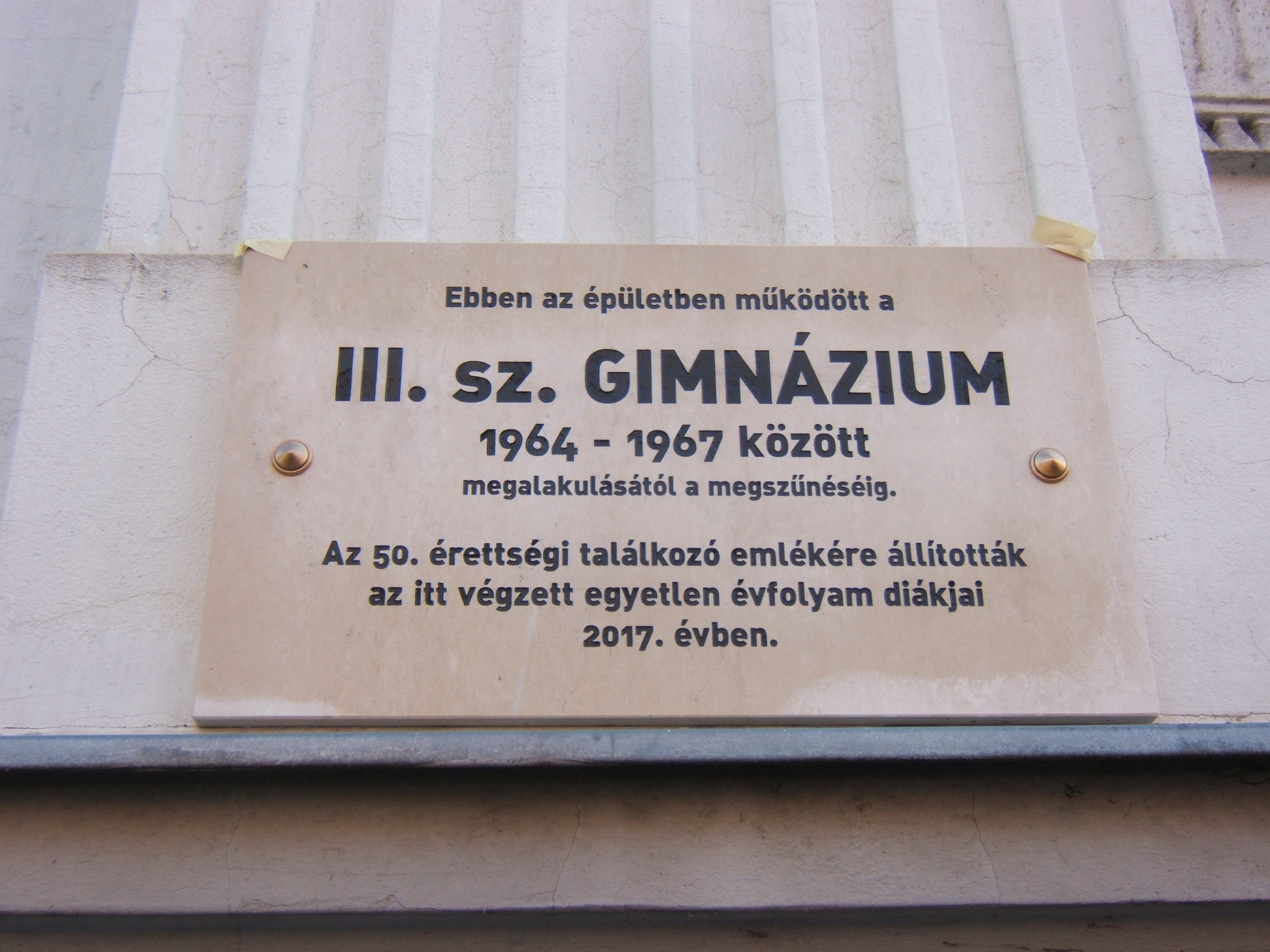
A 3. számú gimnázium Bajcsy-Zs. utca 8.
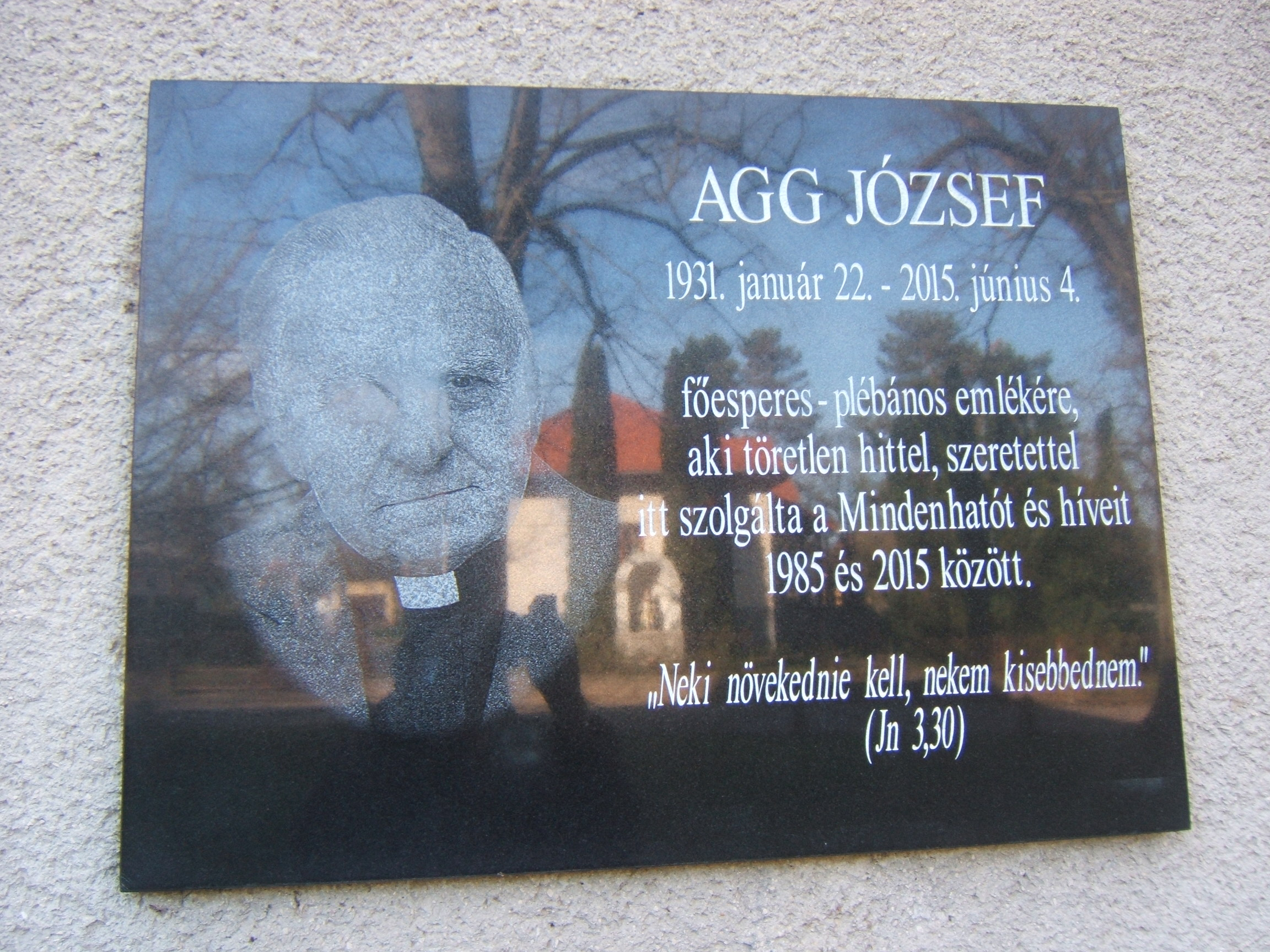
Agg József, Mindszenty tér
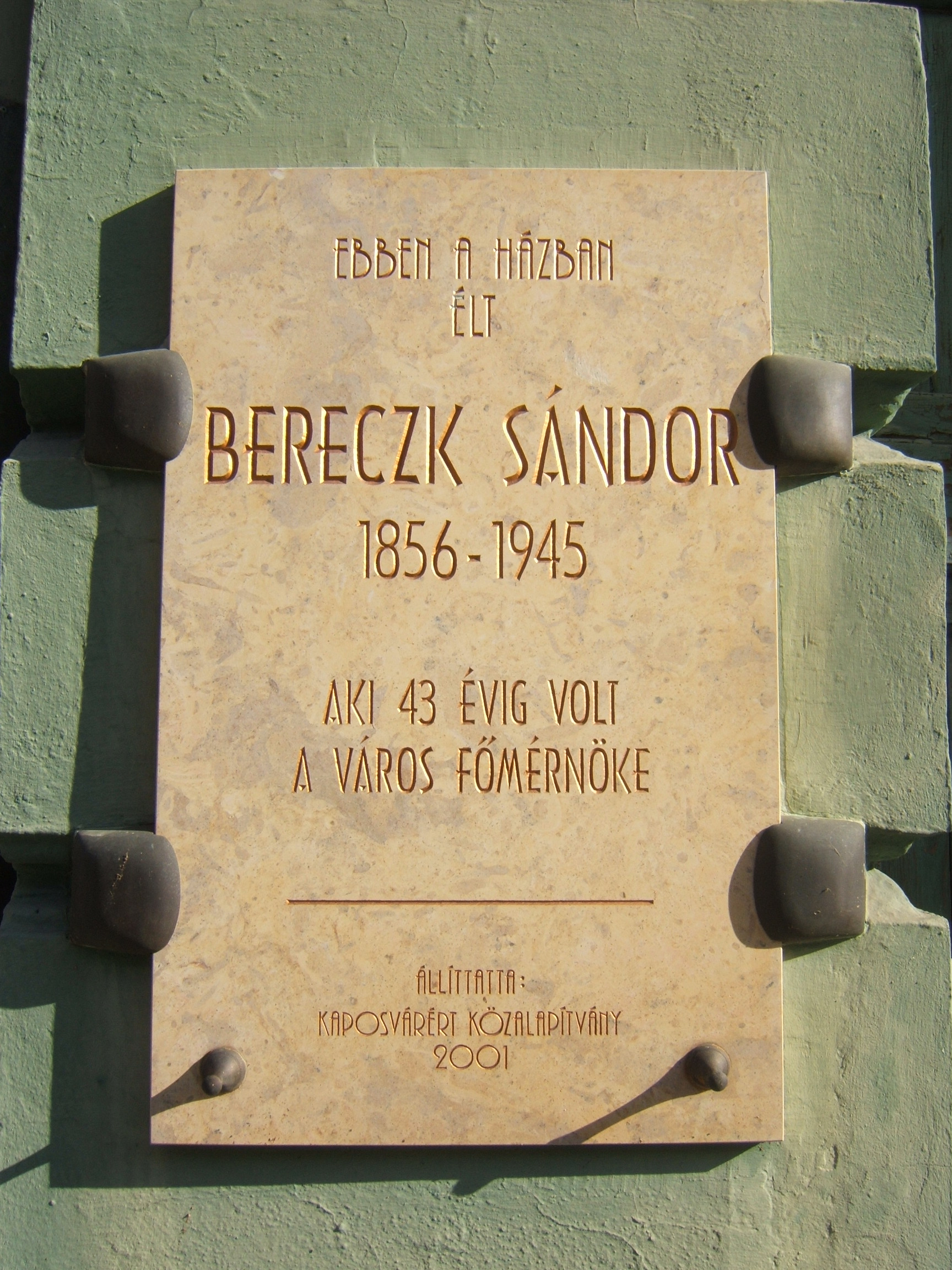
Bereczk Sándor városi főmérnök háza, Fő utca 5.
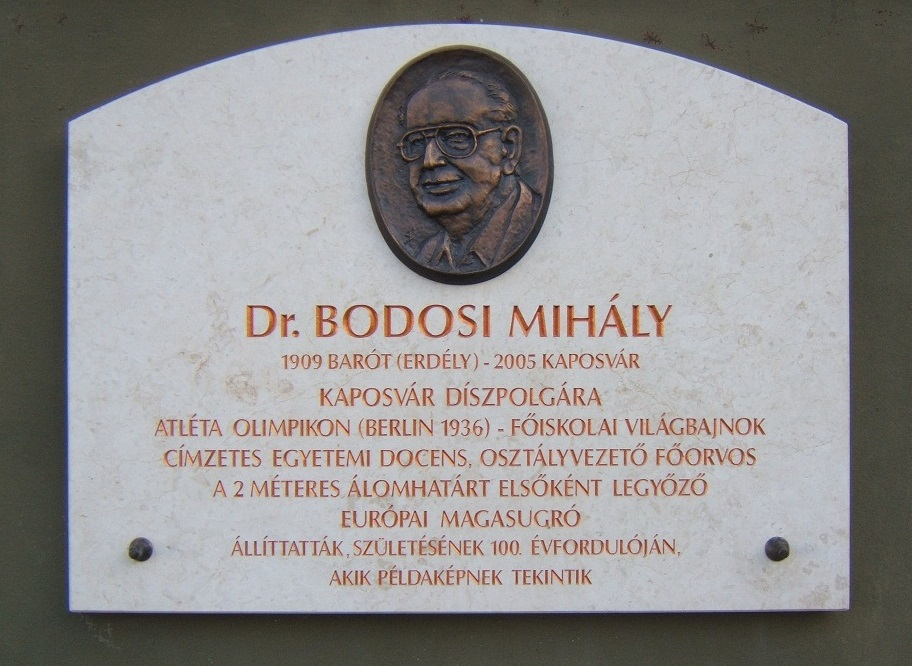
Bodosi Mihály, Sportcsarnok, Arany János utca 97.
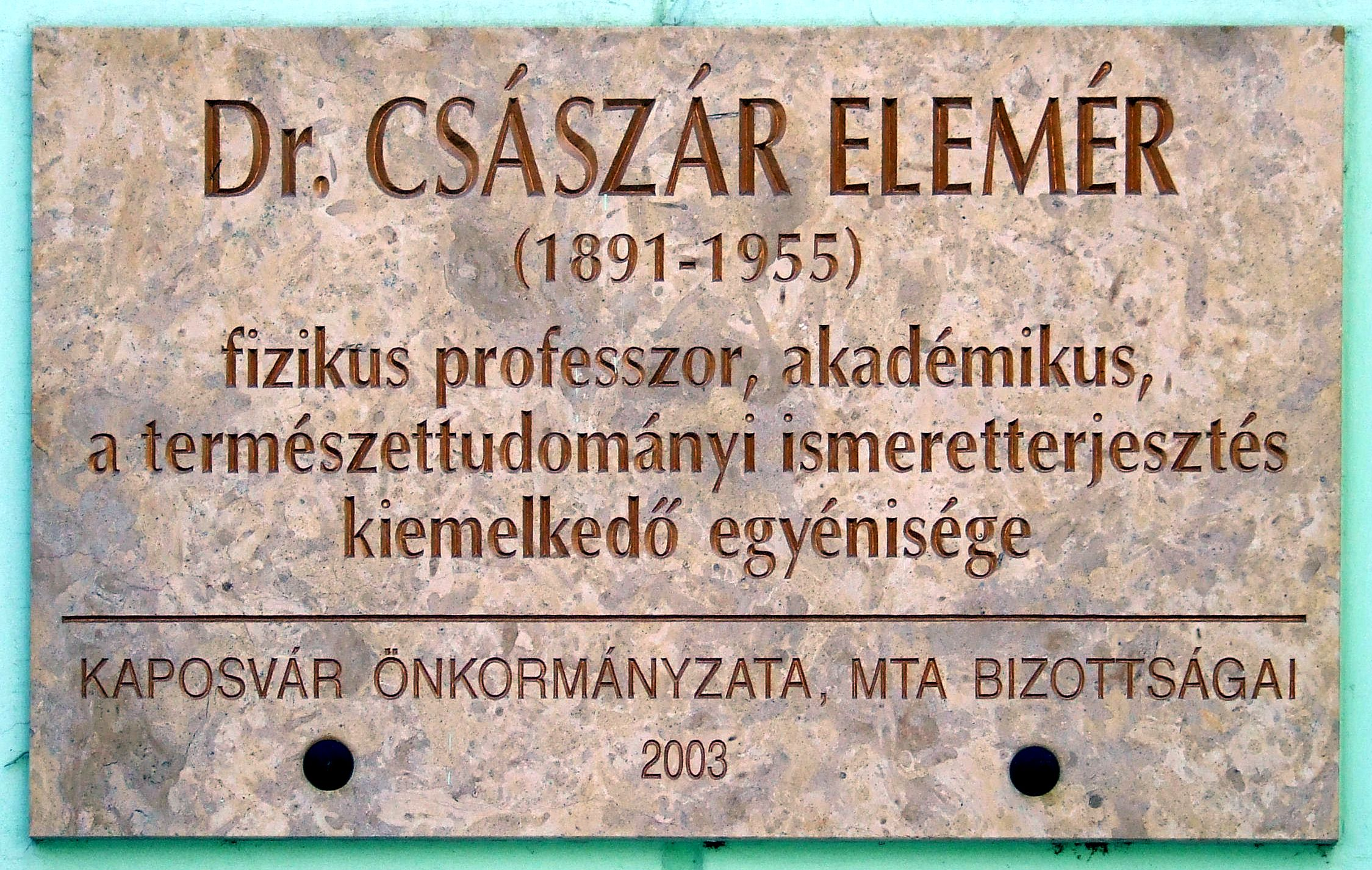
Császár Elemér, Dózsa György utca 16.
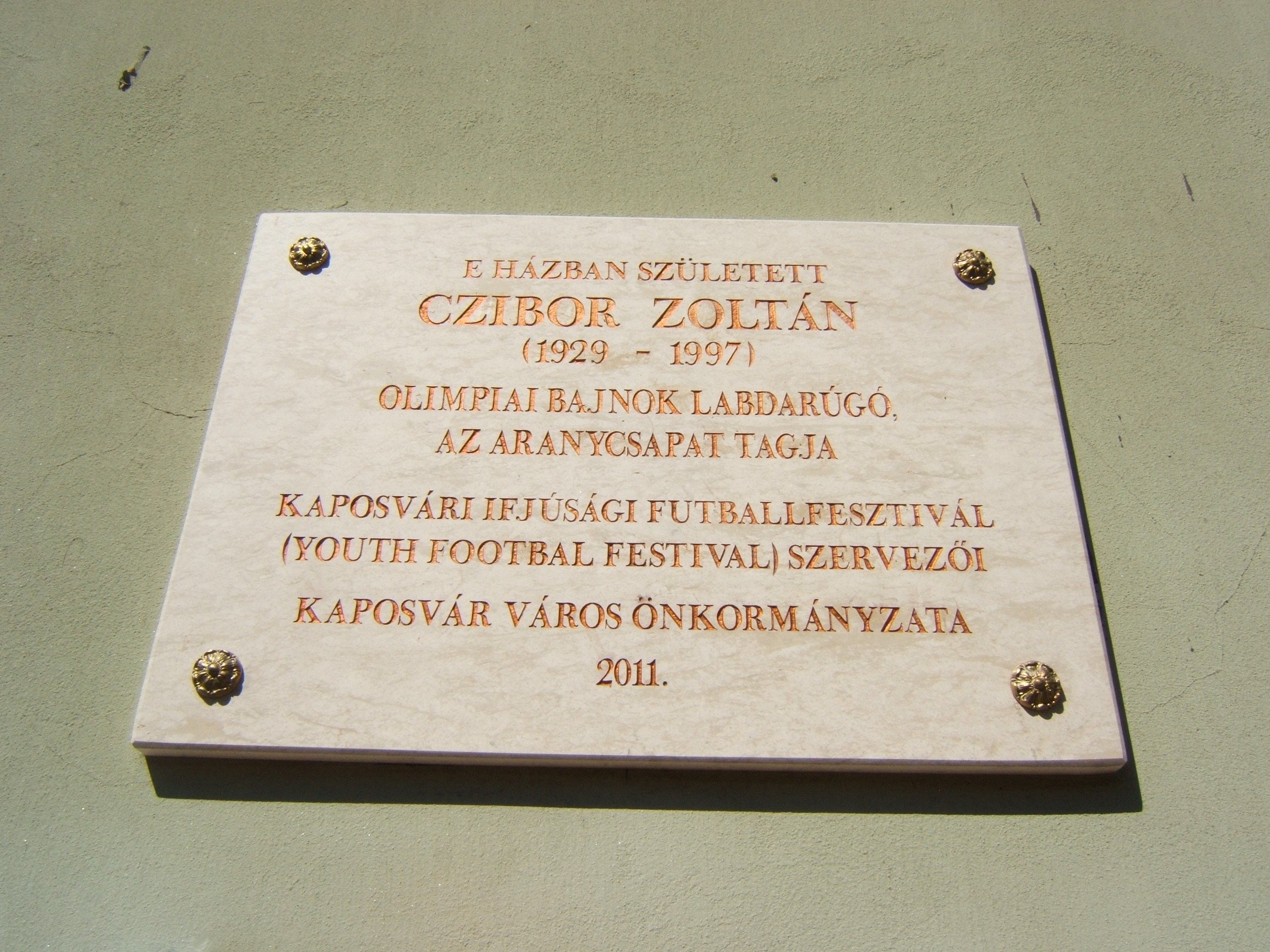
Czibor Zoltán szülőháza, József Attila utca 7.
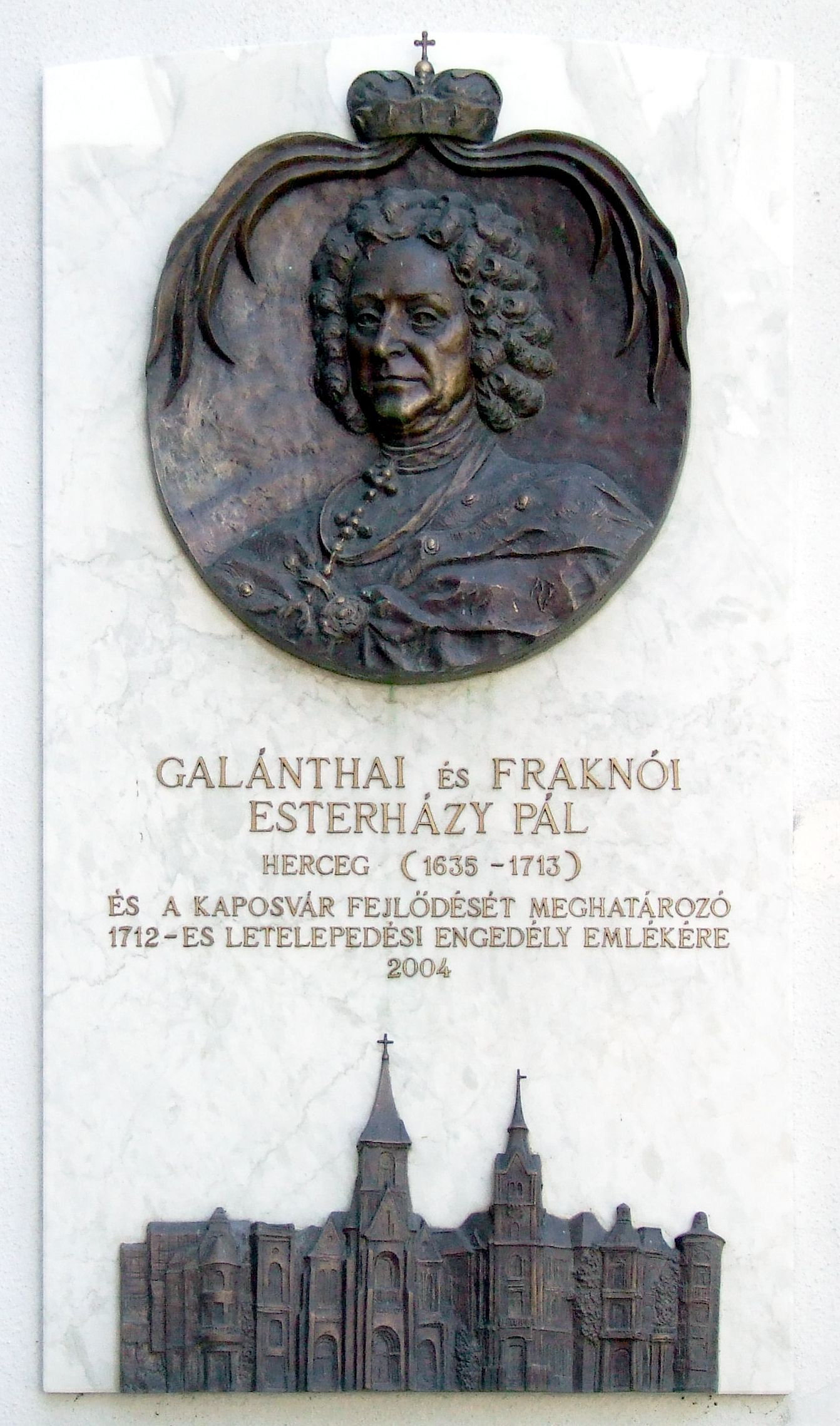
Esterházy Pál, Kossuth tér 1.
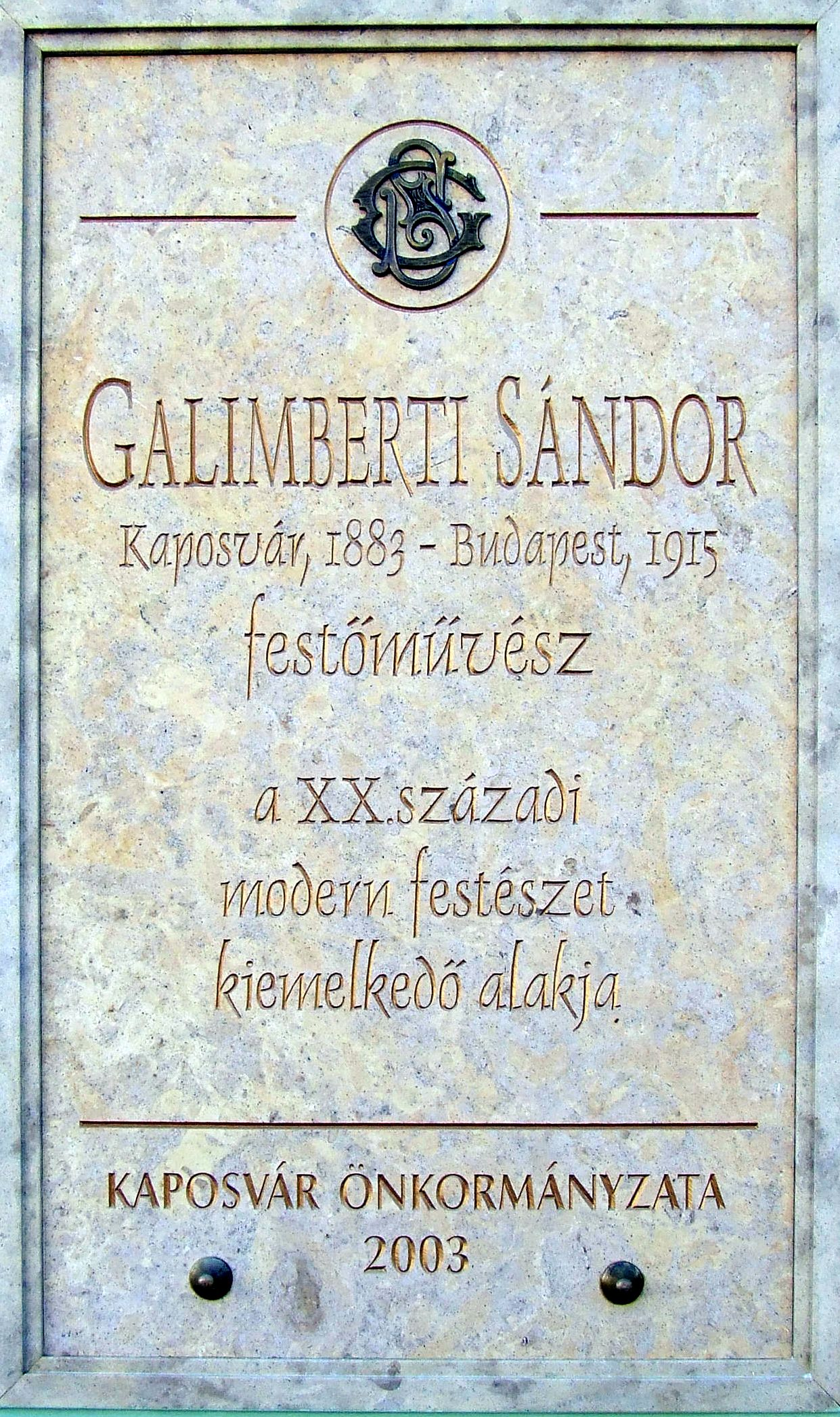
Galimberti Sándor, Fő utca 2.
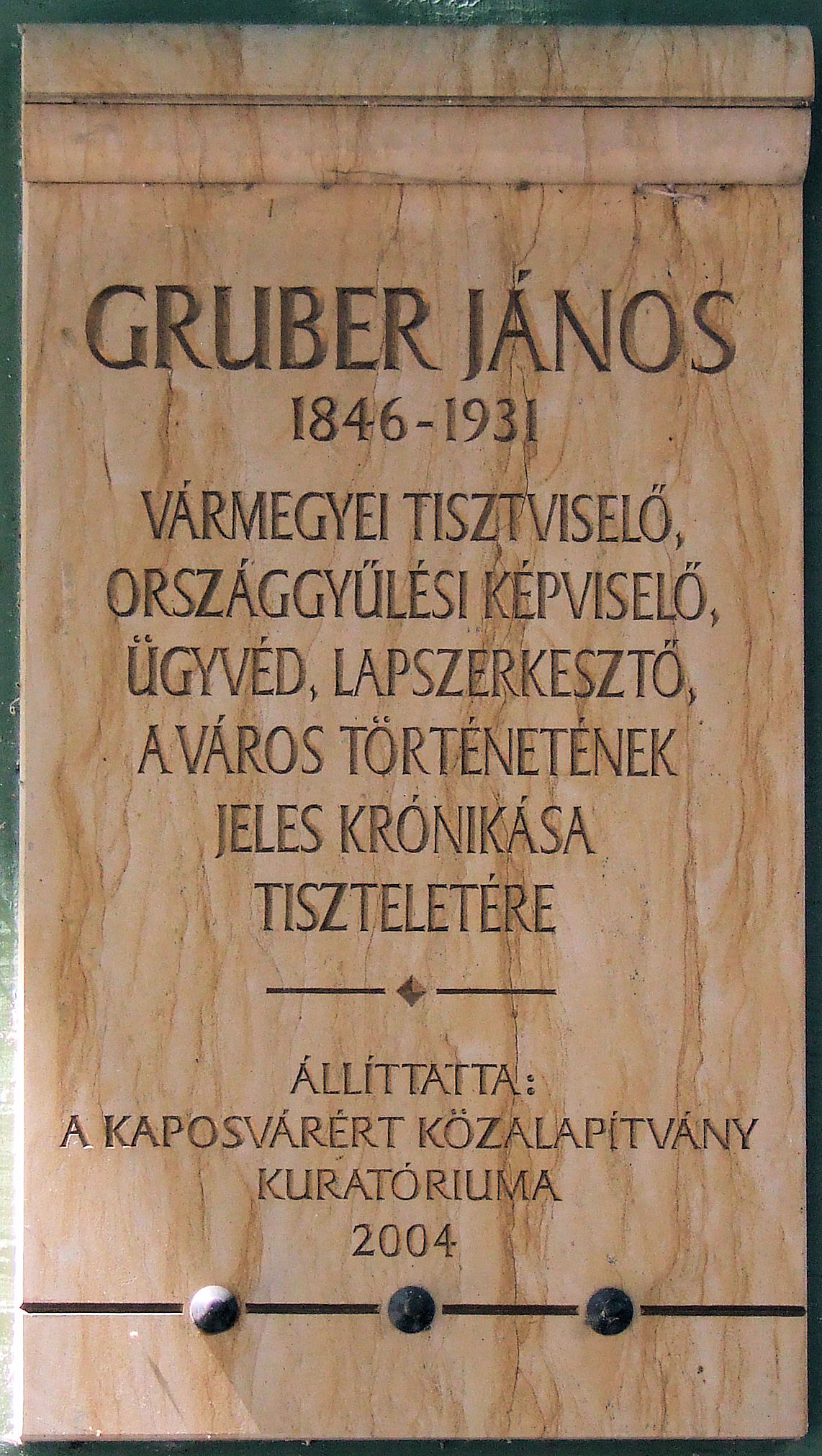
Gruber János, Kontrássy utca 2.
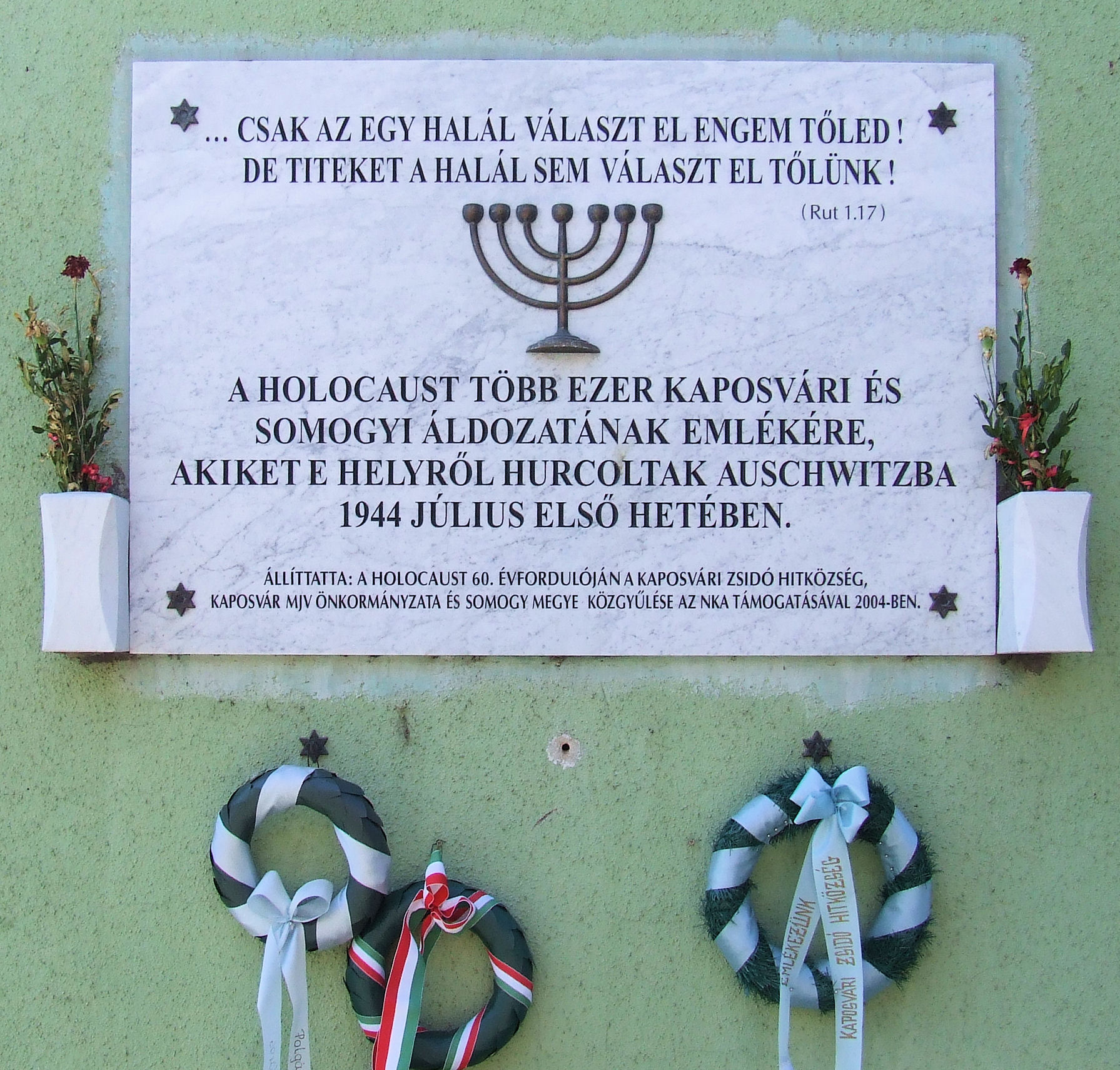
A holokauszt áldozatai, Baross Gábor utca 18.
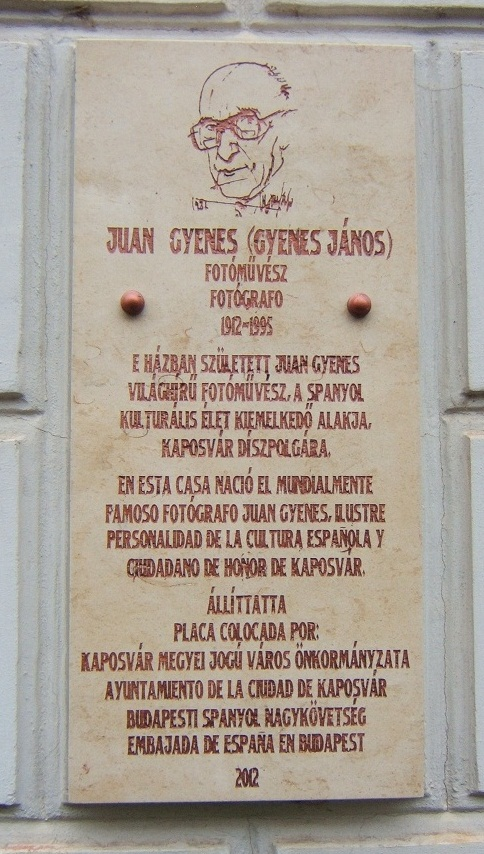
Juan Gyenes, Ady Endre utca 10.
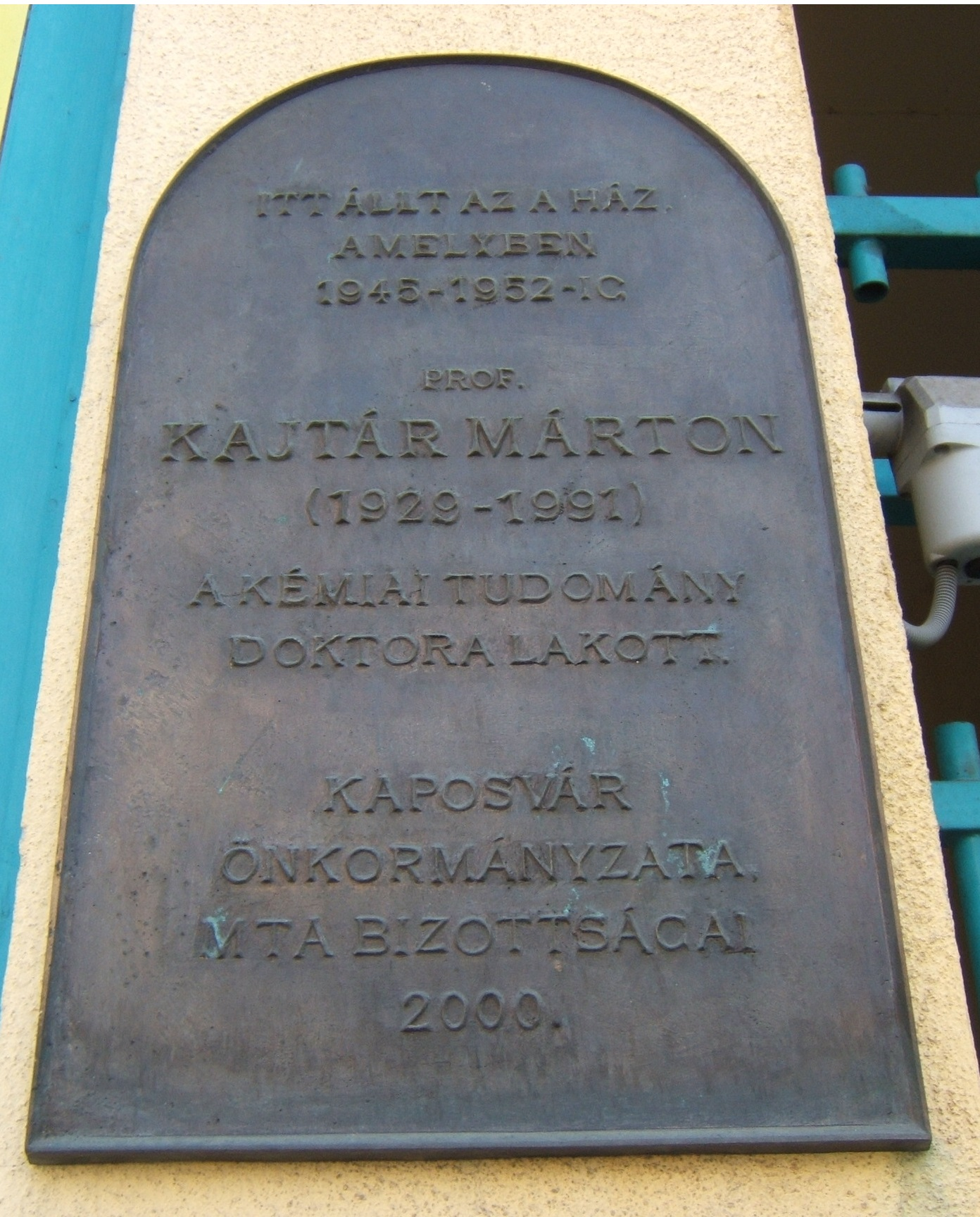
Kajtár Márton, Dózsa György utca 15.
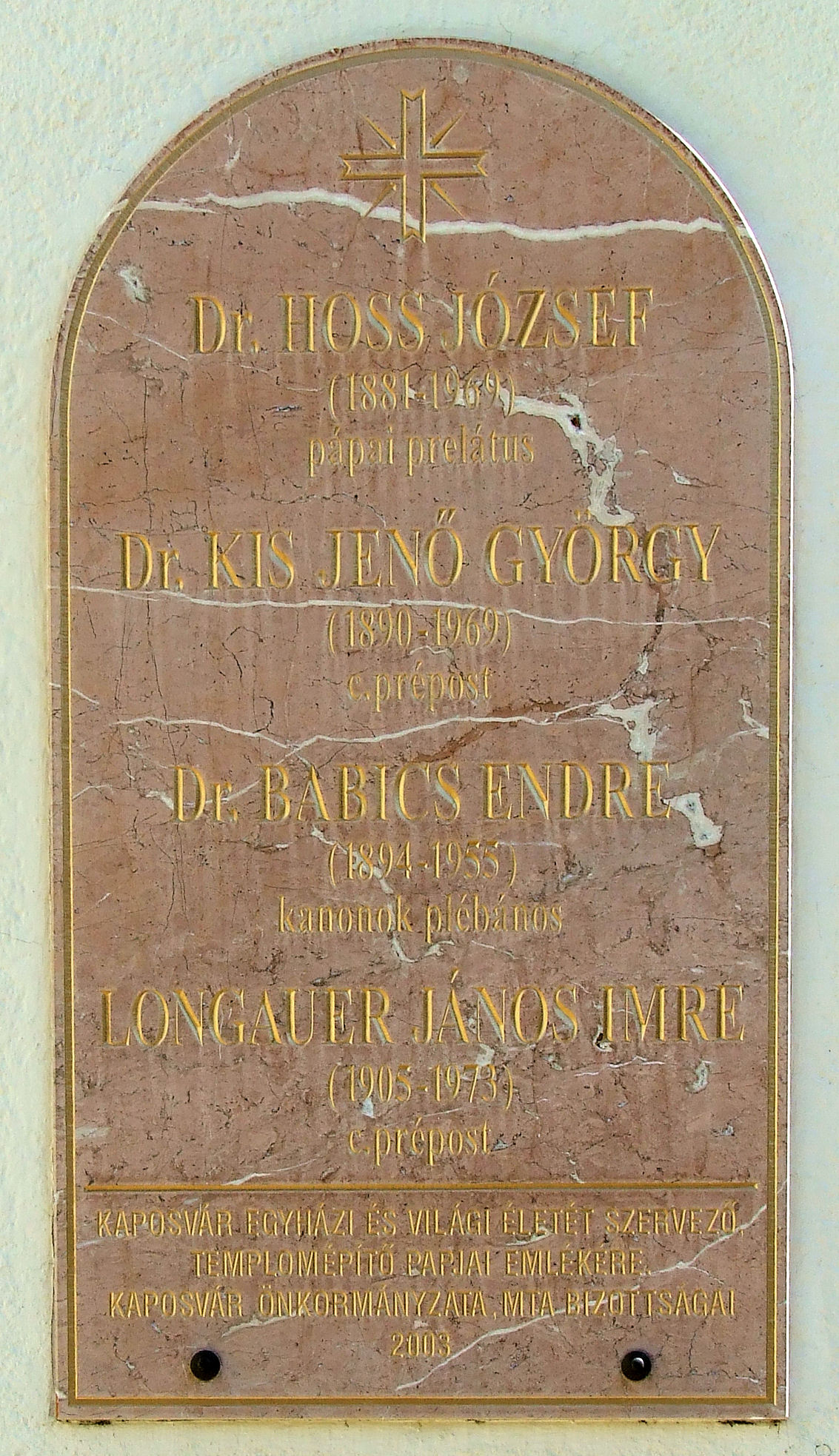
Kaposvár templomépítő papjai, Kossuth tér 3.
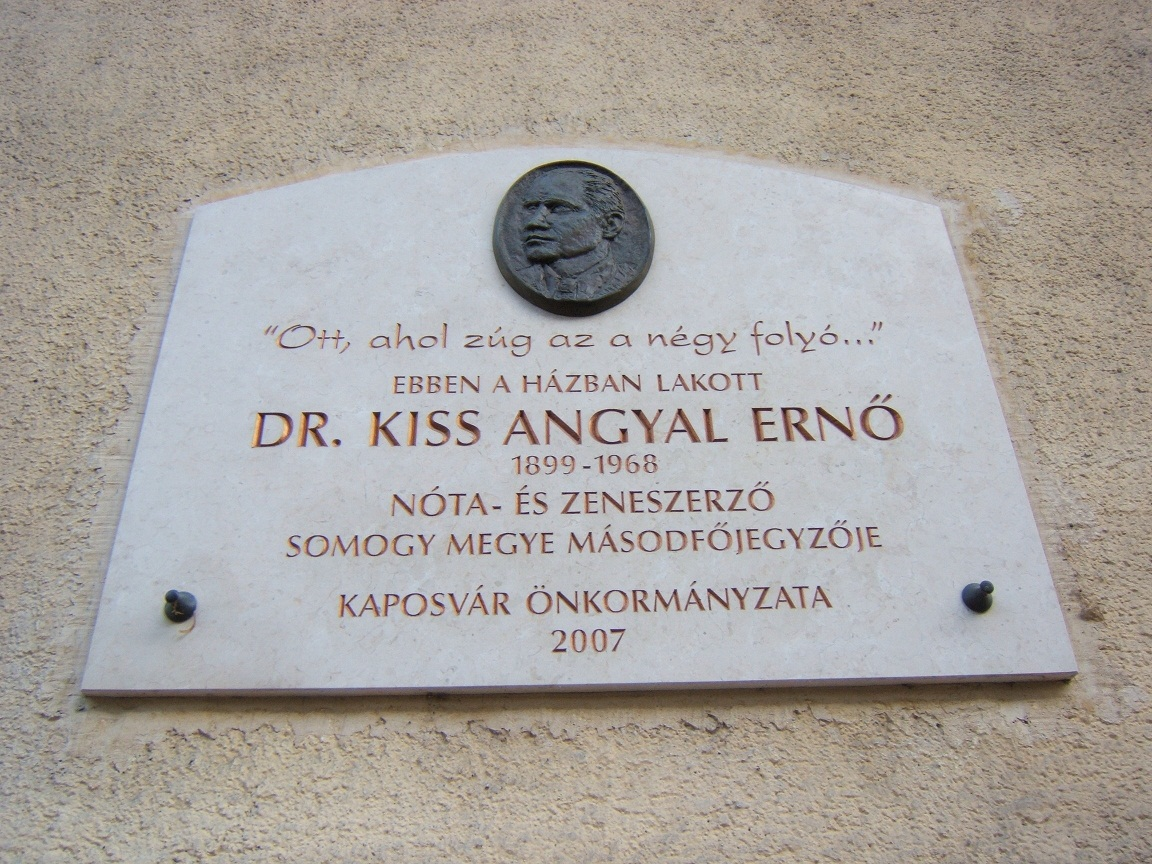
Kiss Angyal Ernő lakóhelye, Bajcsy-Zs. utca 5.
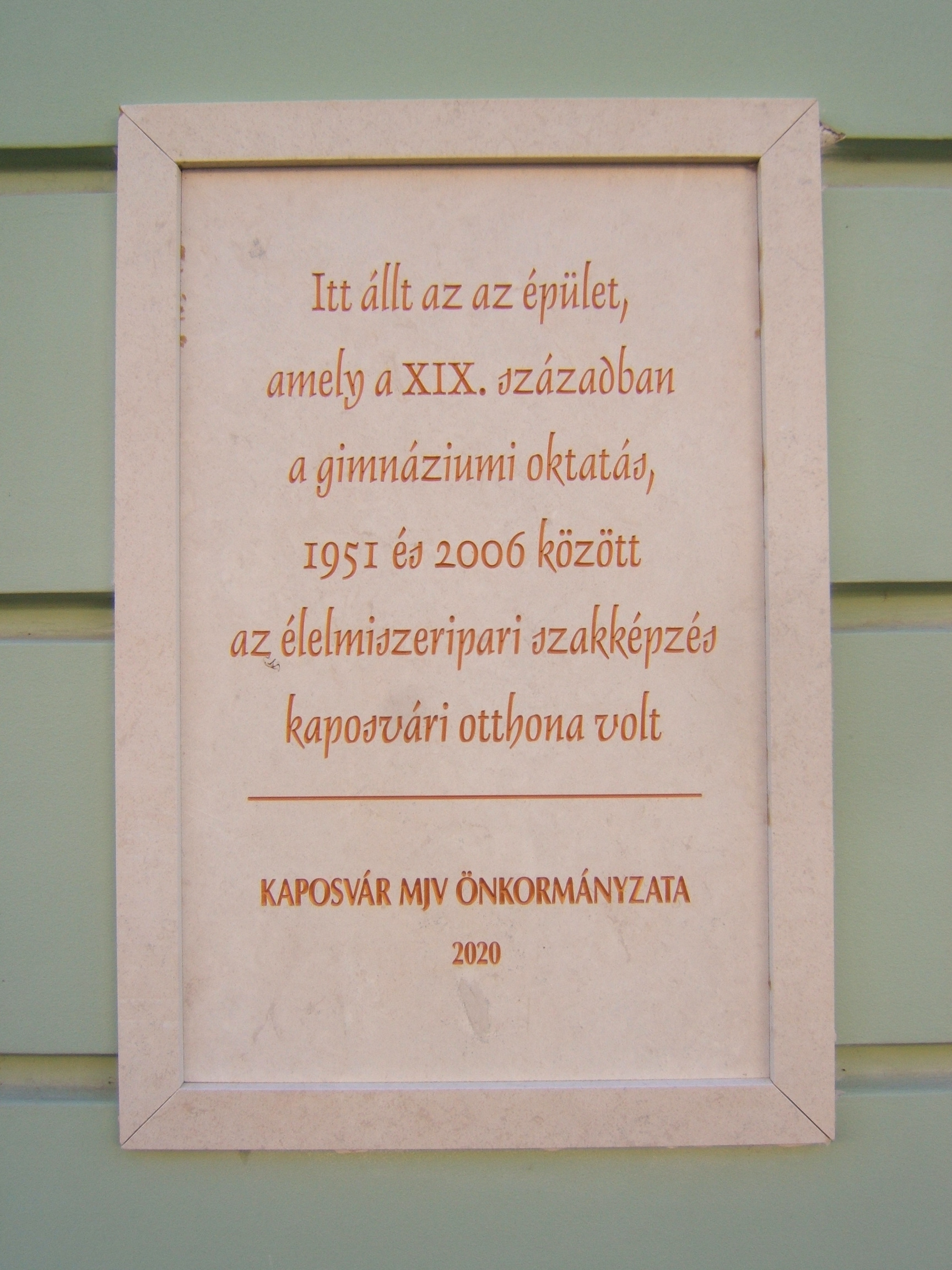
Középiskolák (gimnázium és élelmiszeripari szakképző), Fő u. 2.
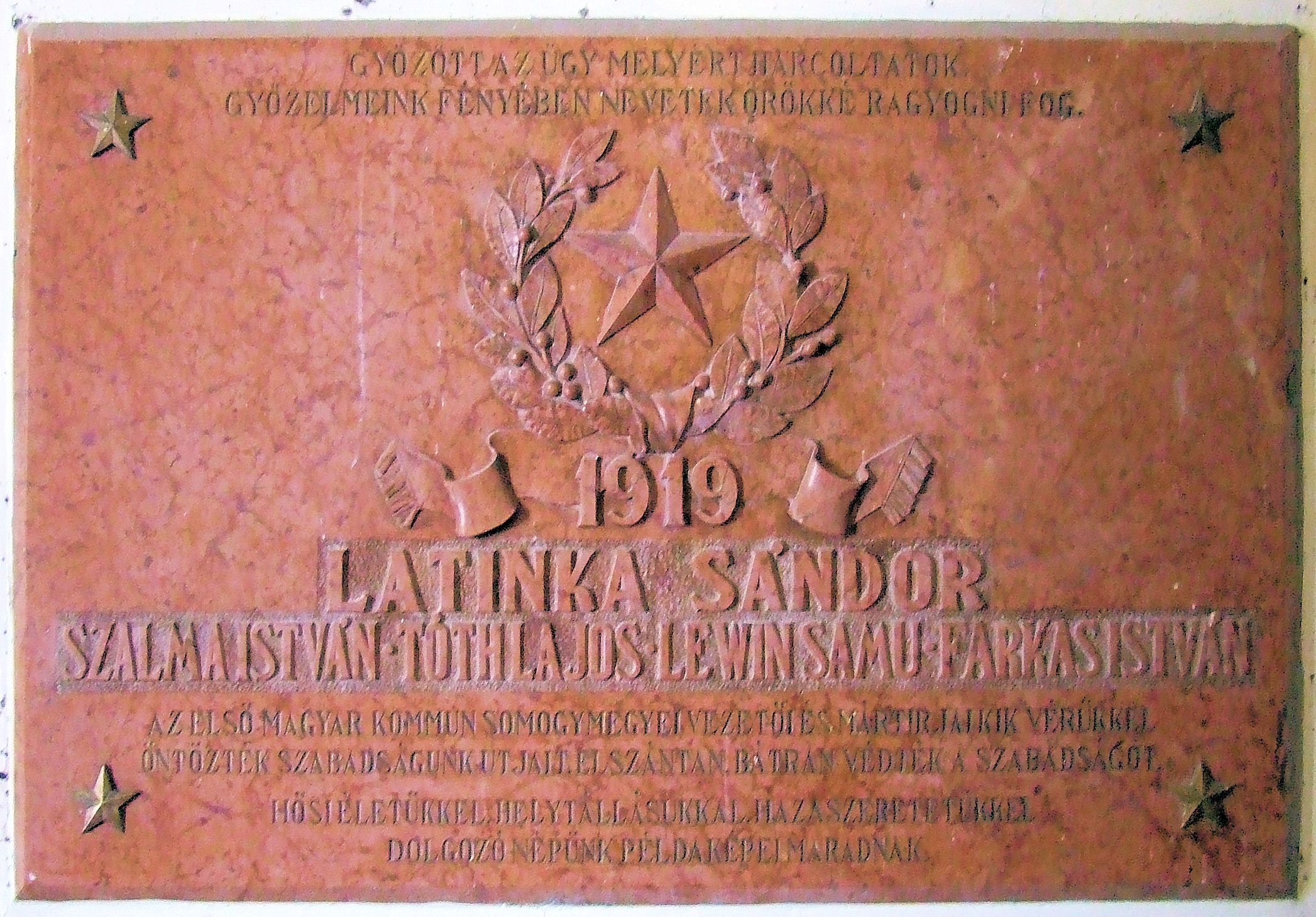
Latinka Sándor, Fő utca 10.
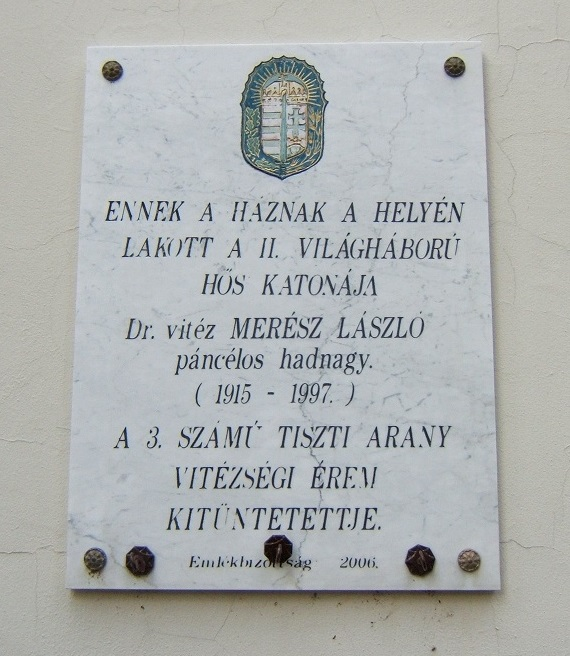
Vitéz Merész László, Rákóczi tér 6–8.
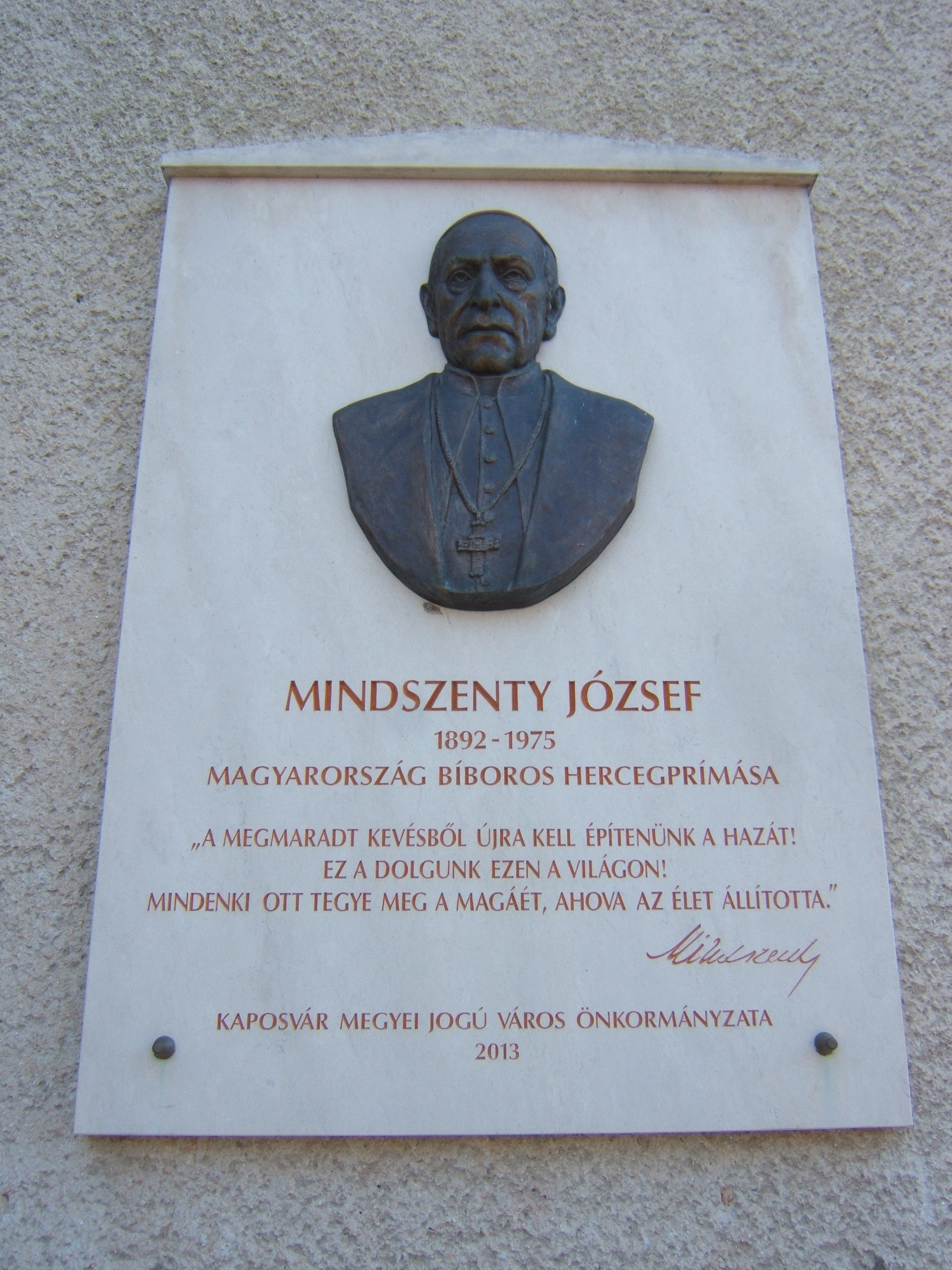
Mindszenty József, Mindszenty tér
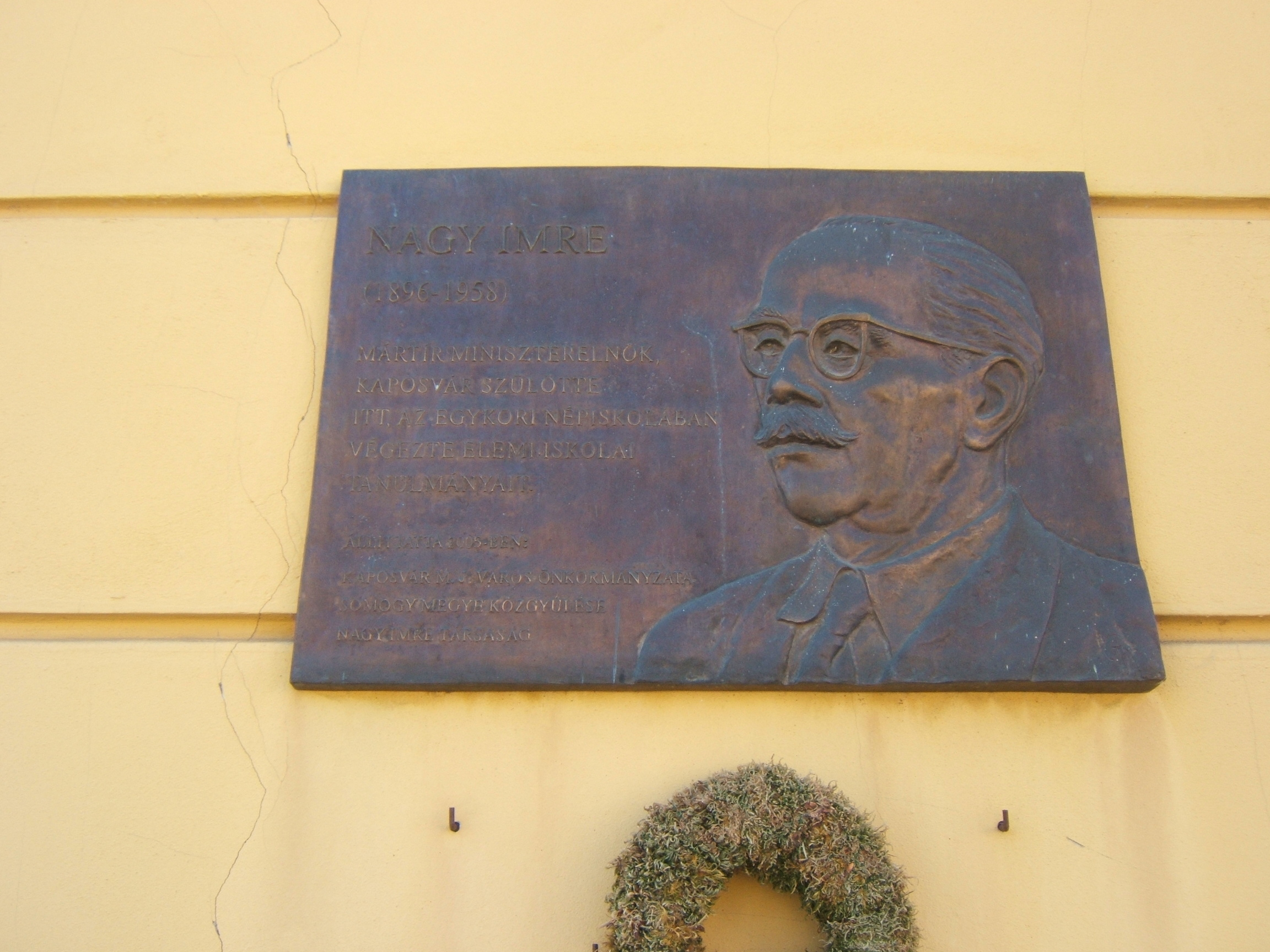
Nagy Imre, Fő u. 40–44.
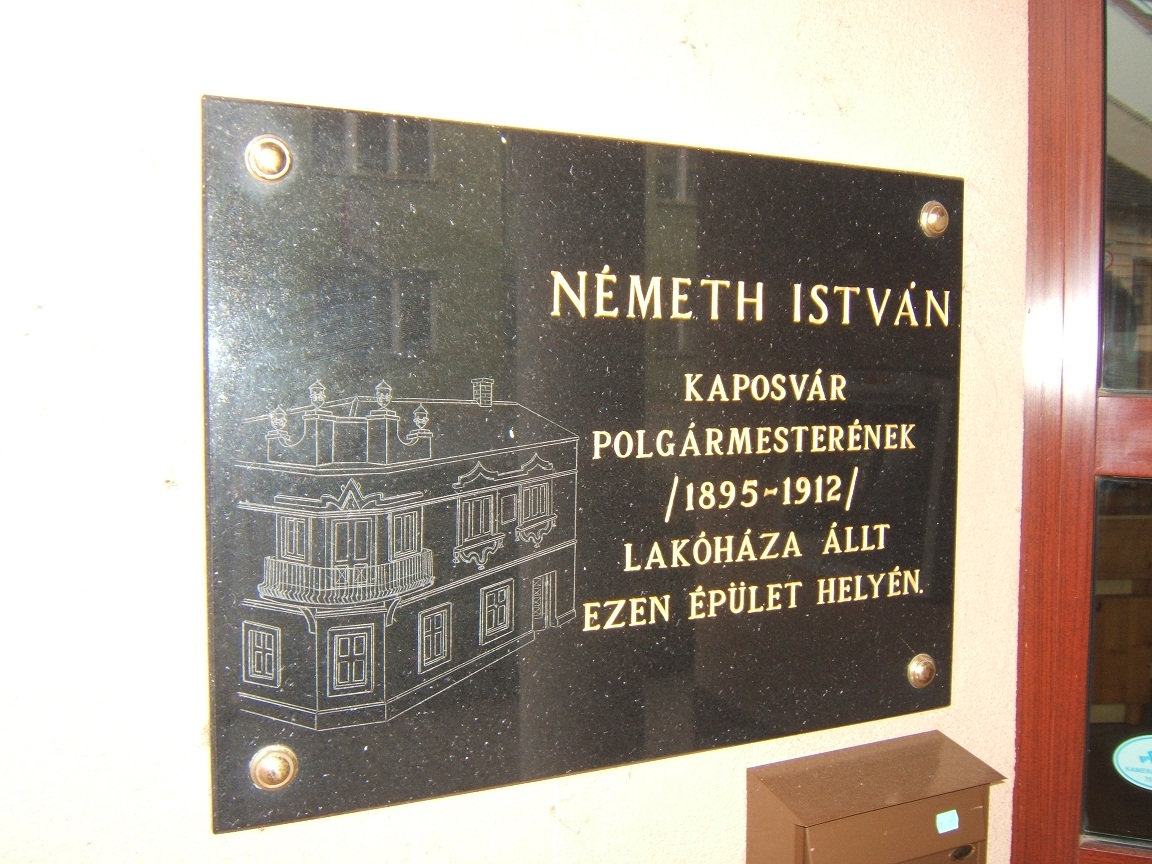
Németh István polgármester házának helye, Kontrássy Ferenc utca 1.
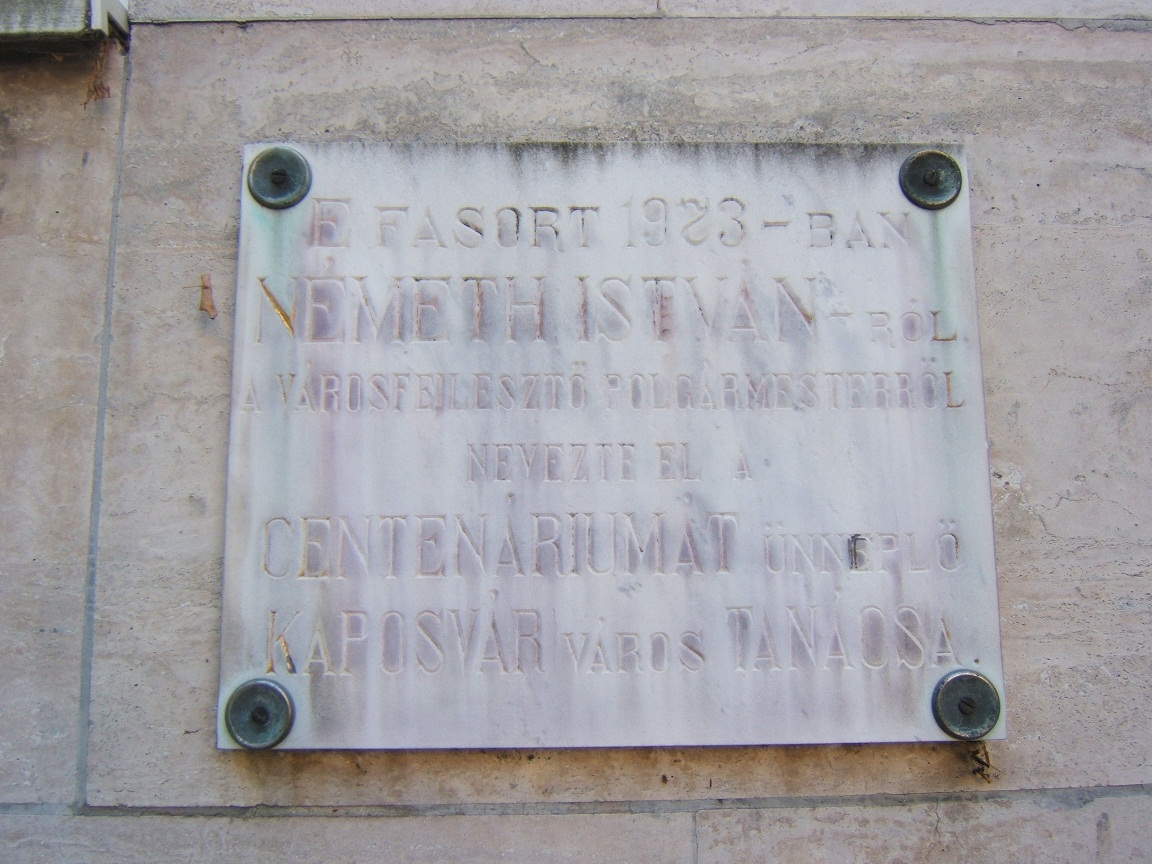
A Németh István fasor névadója, Németh István fasor 56.
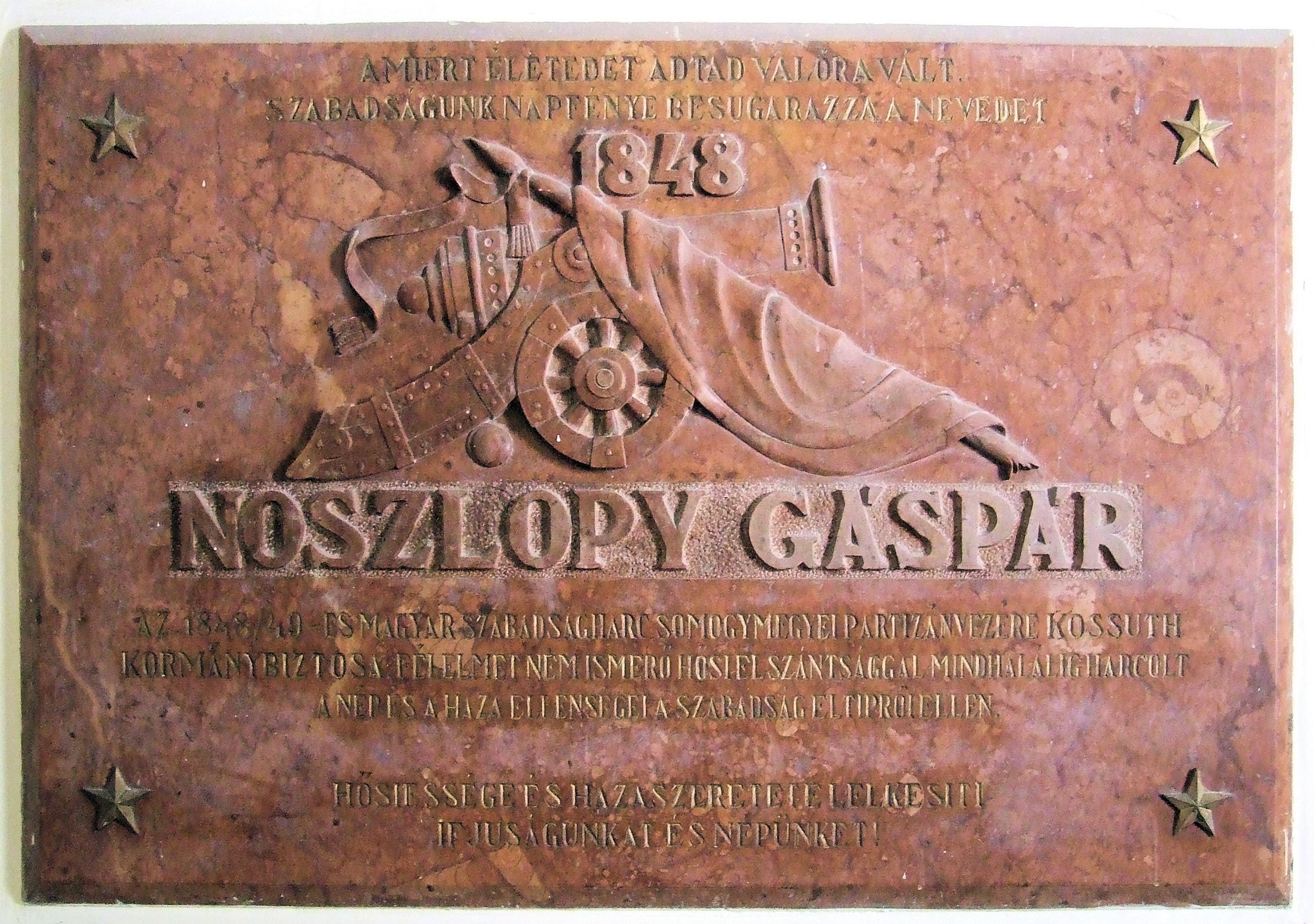
Noszlopy Gáspár, Fő utca 10.
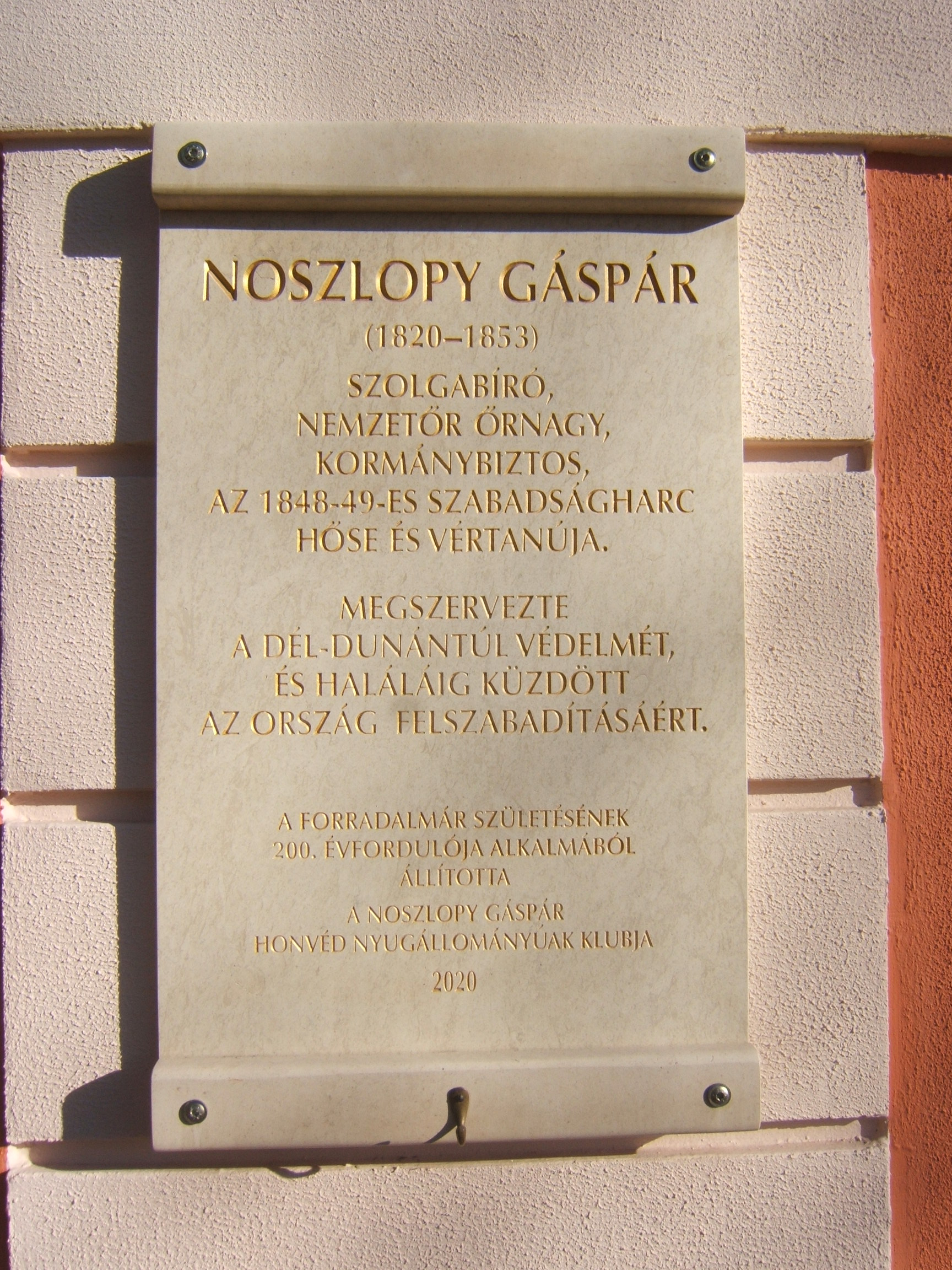
Noszlopy Gáspár, Noszlopy u. 5.
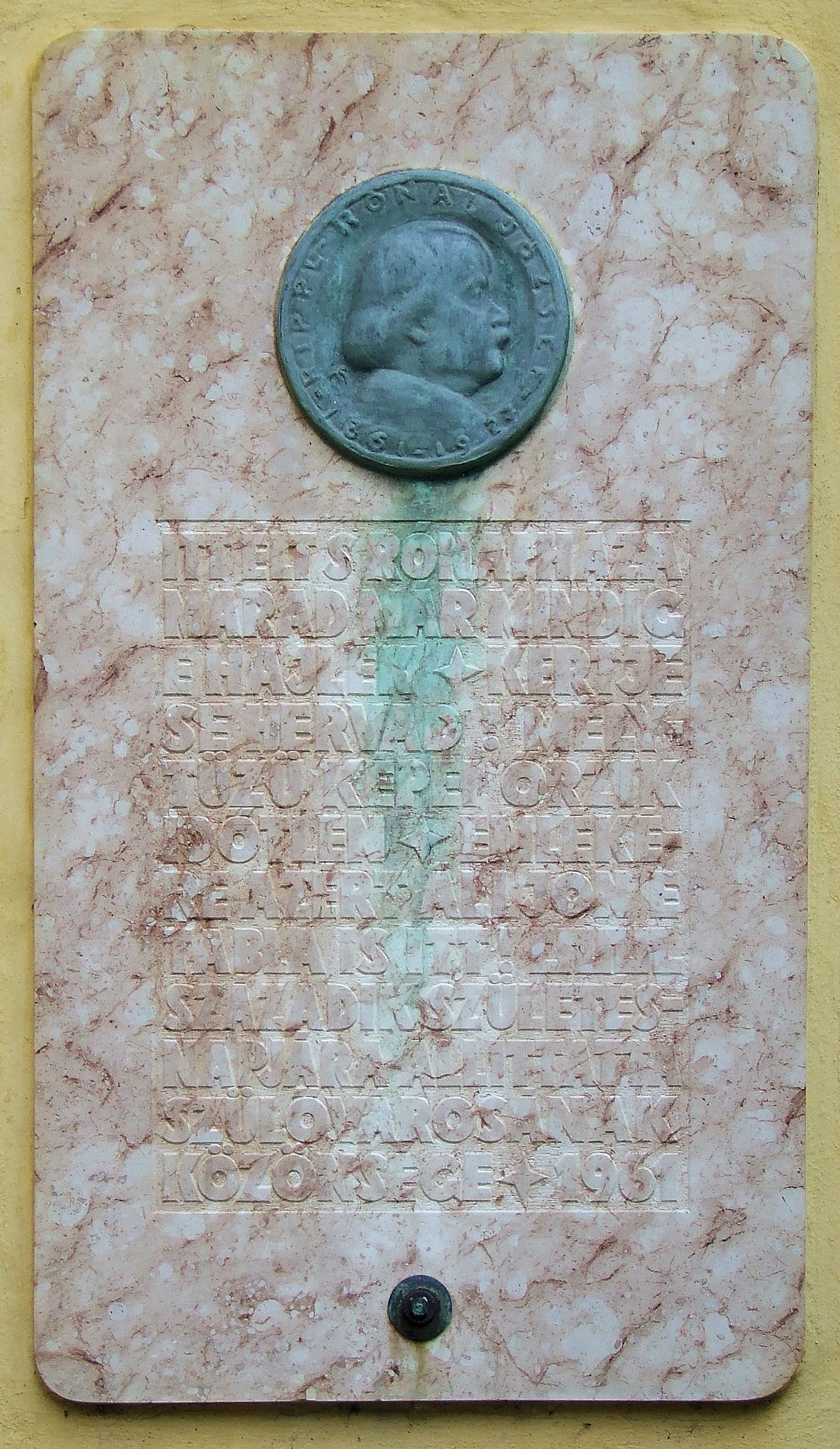
Rippl-Rónai József, Róma hegy 88.
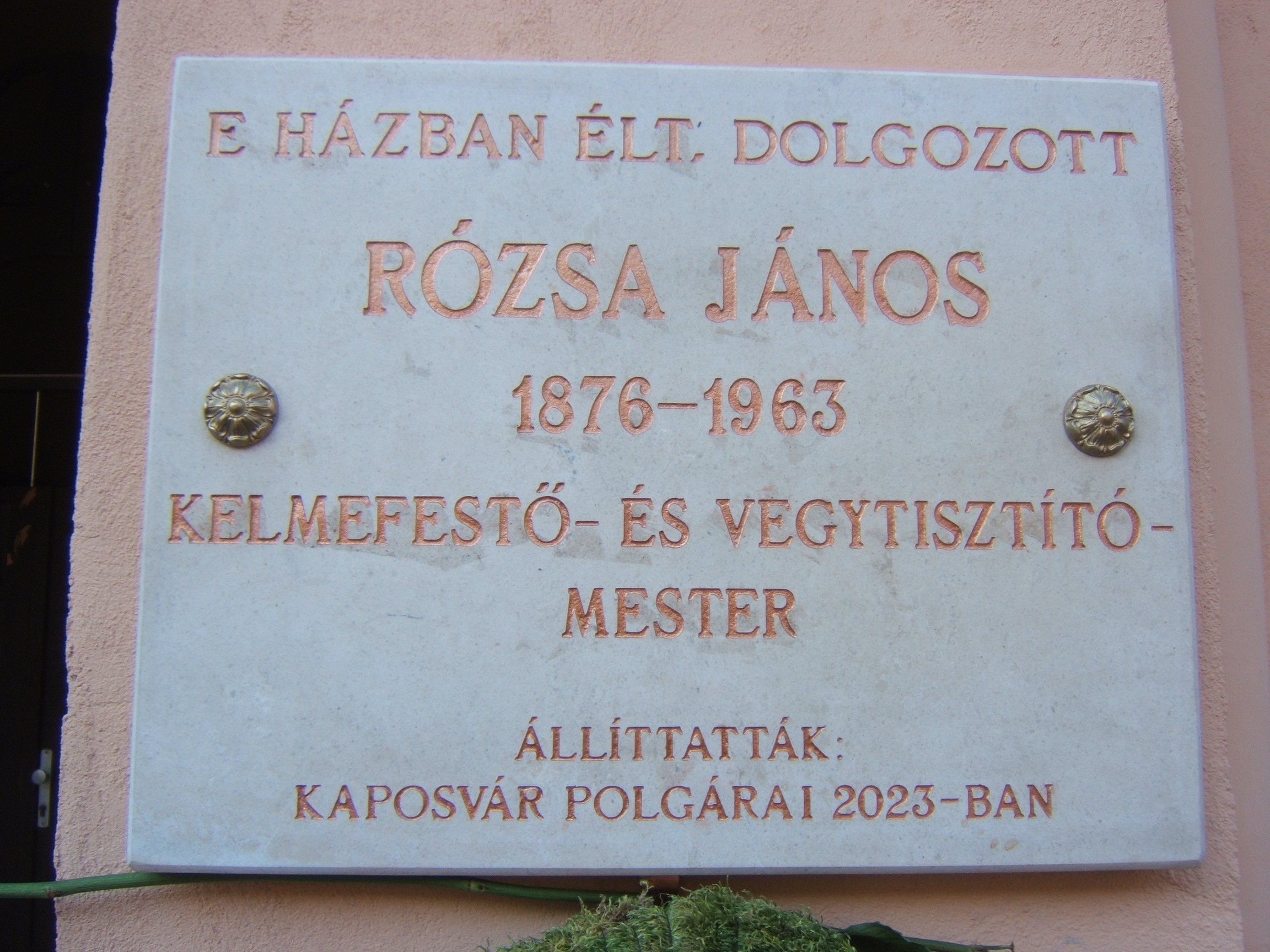
Rózsa János, Fő utca 29.
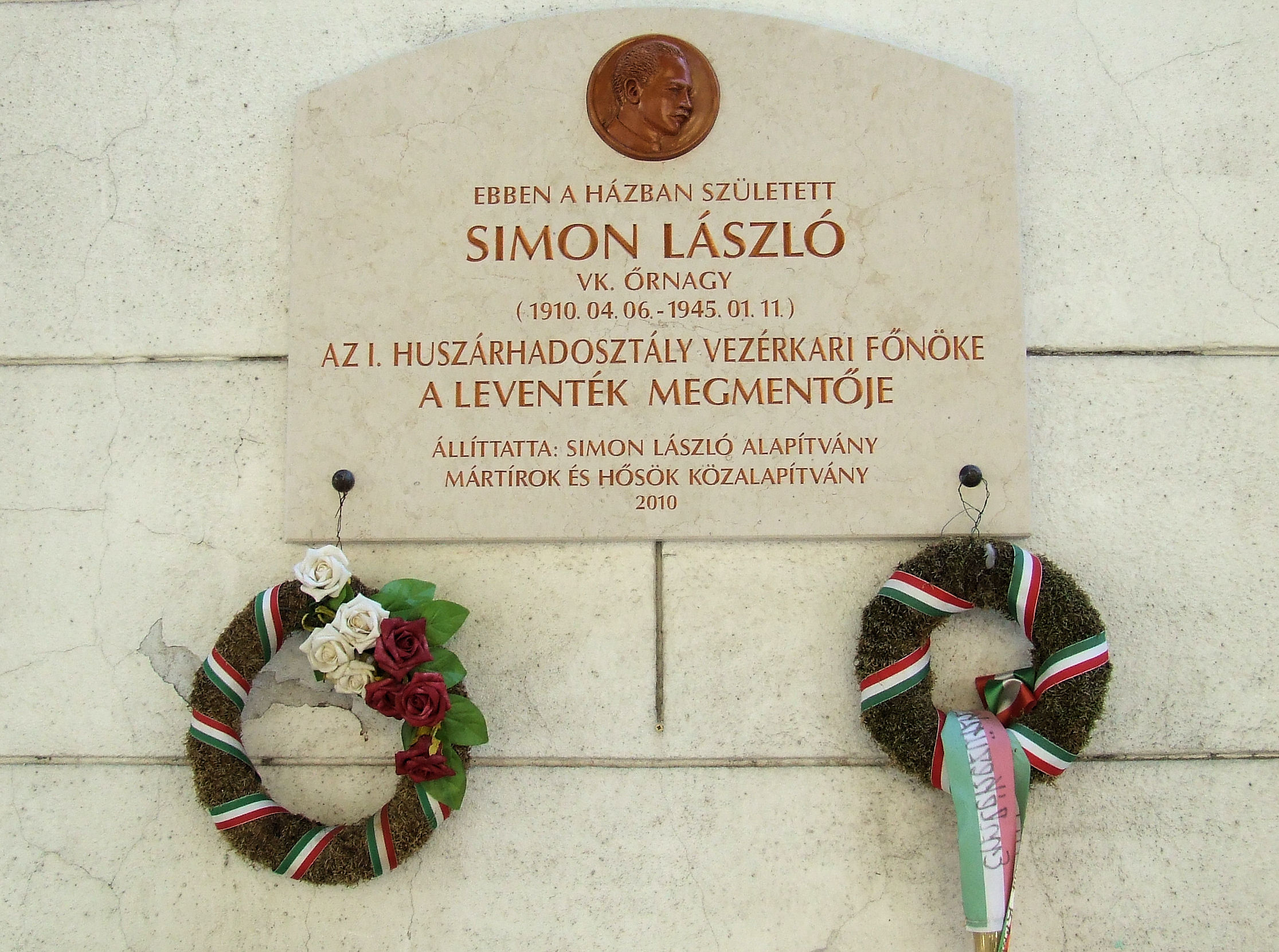
Simon László, Dózsa György utca 19.
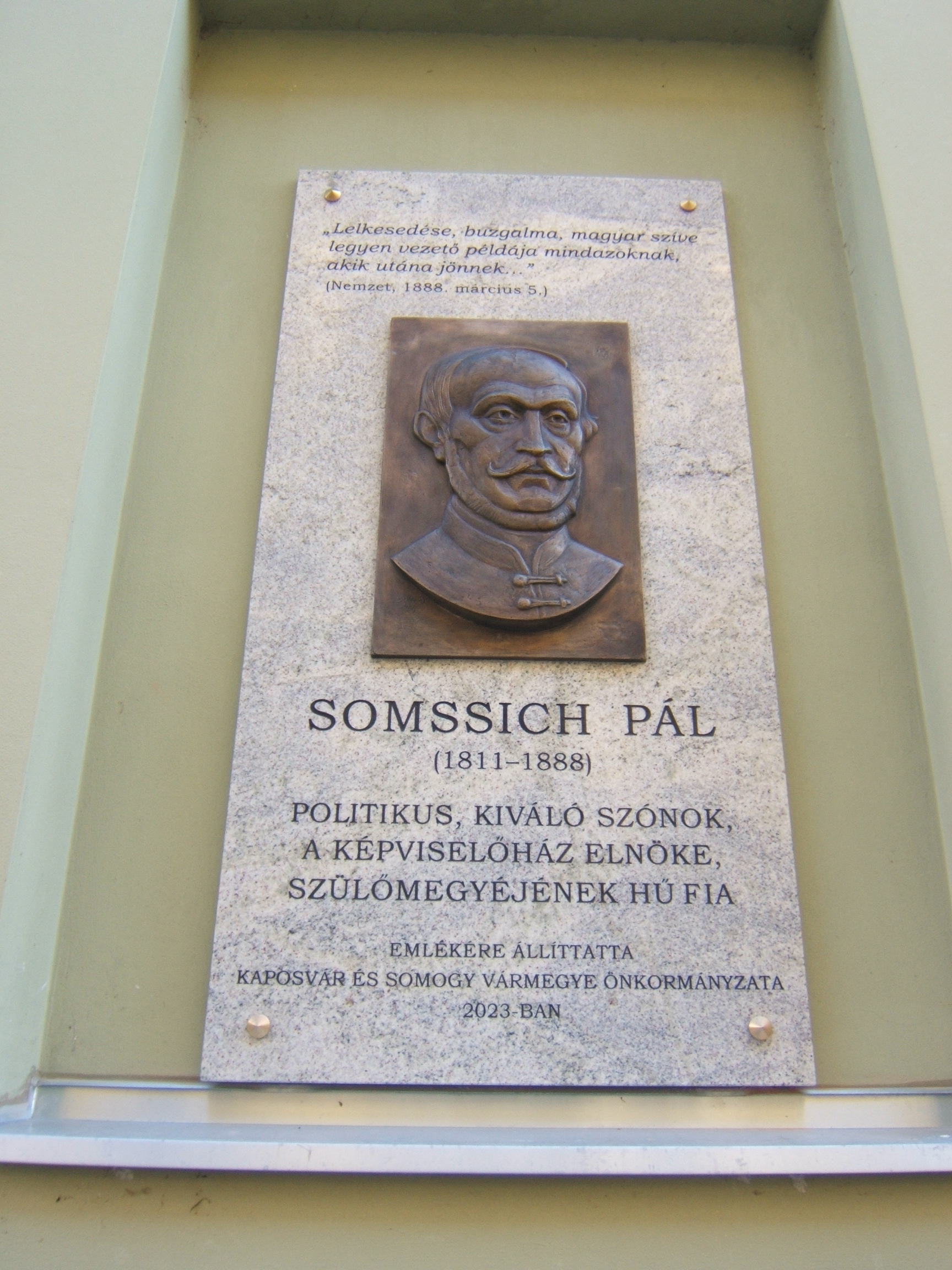
Somssich Pál Fő utca 10.
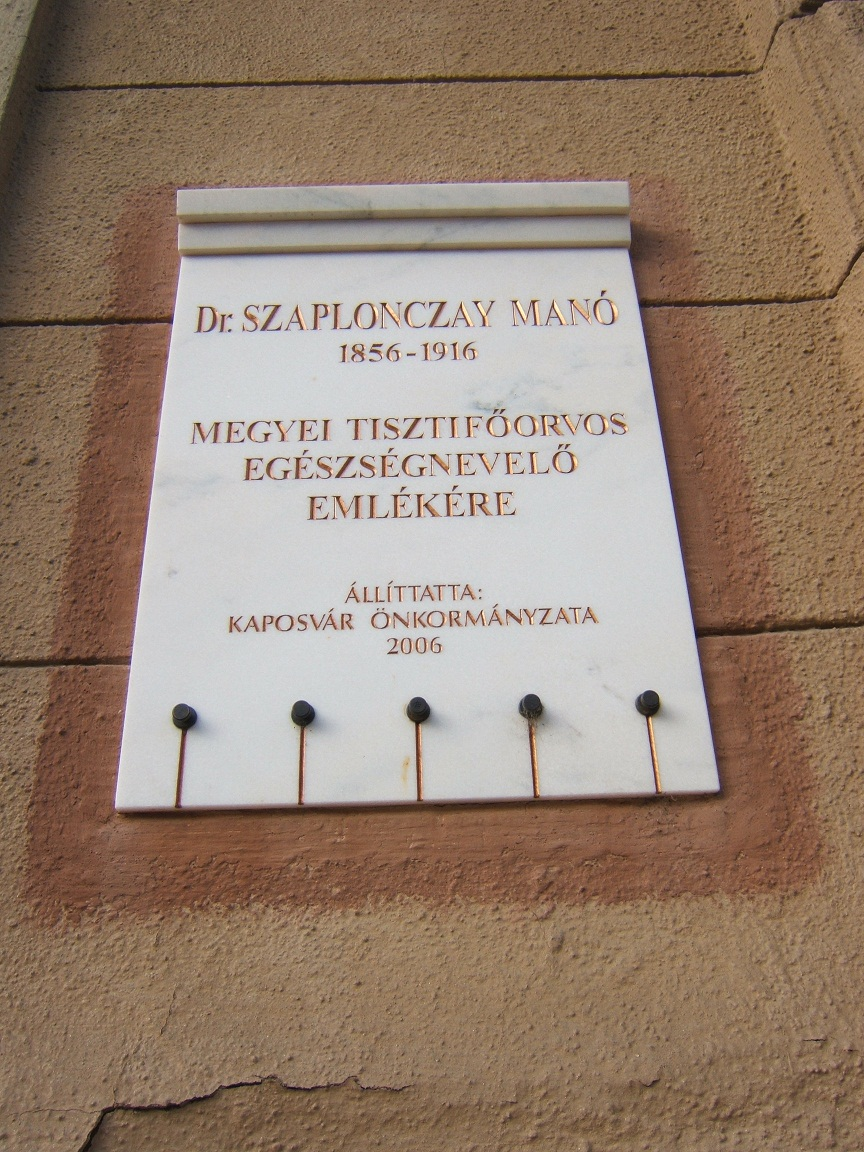
Szaplonczay Manó, Fő utca 55.
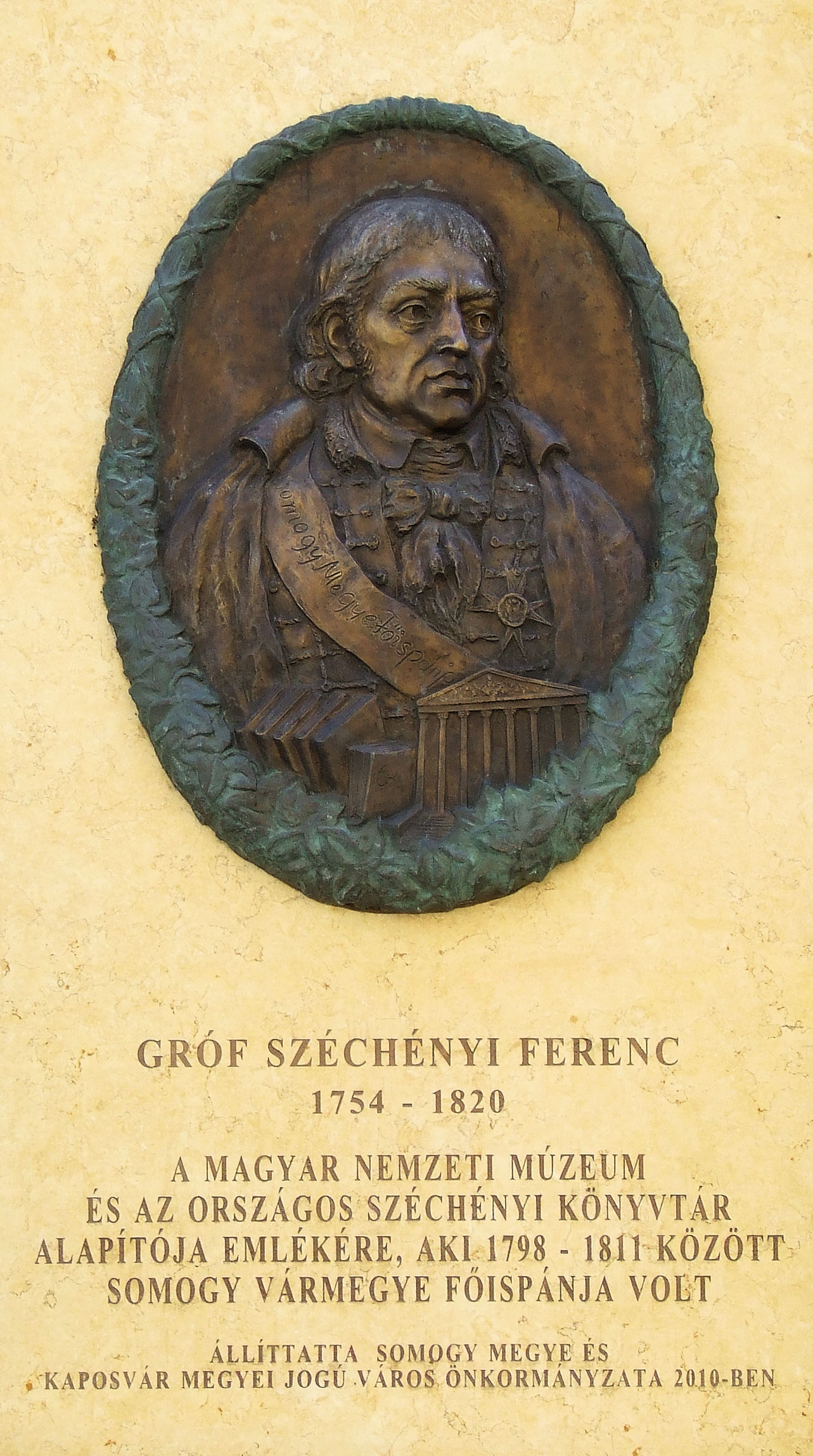
Széchényi Ferenc, Fő utca 10.
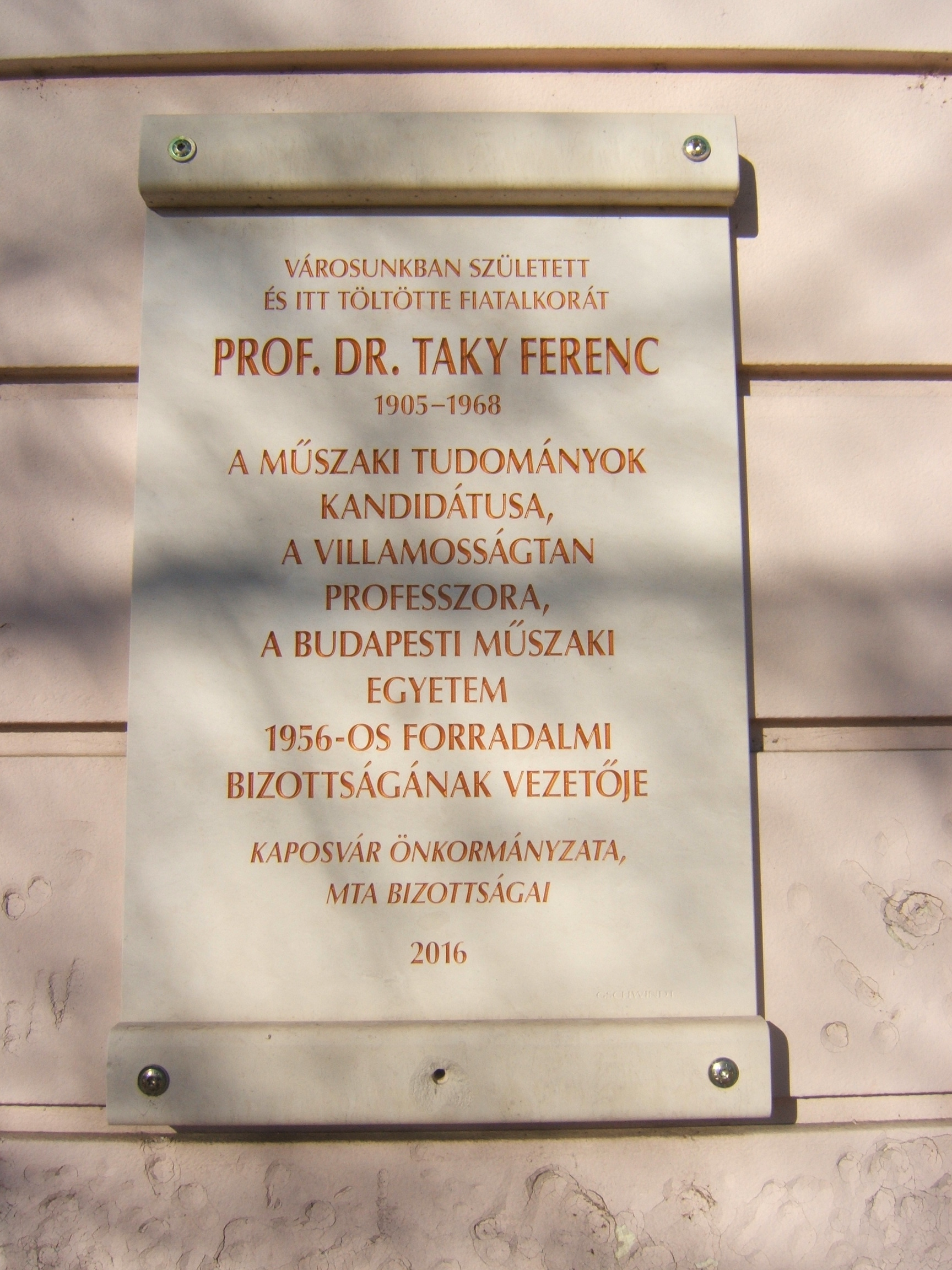
Prof. Dr. Taky Ferenc, Noszlopy u. 5.
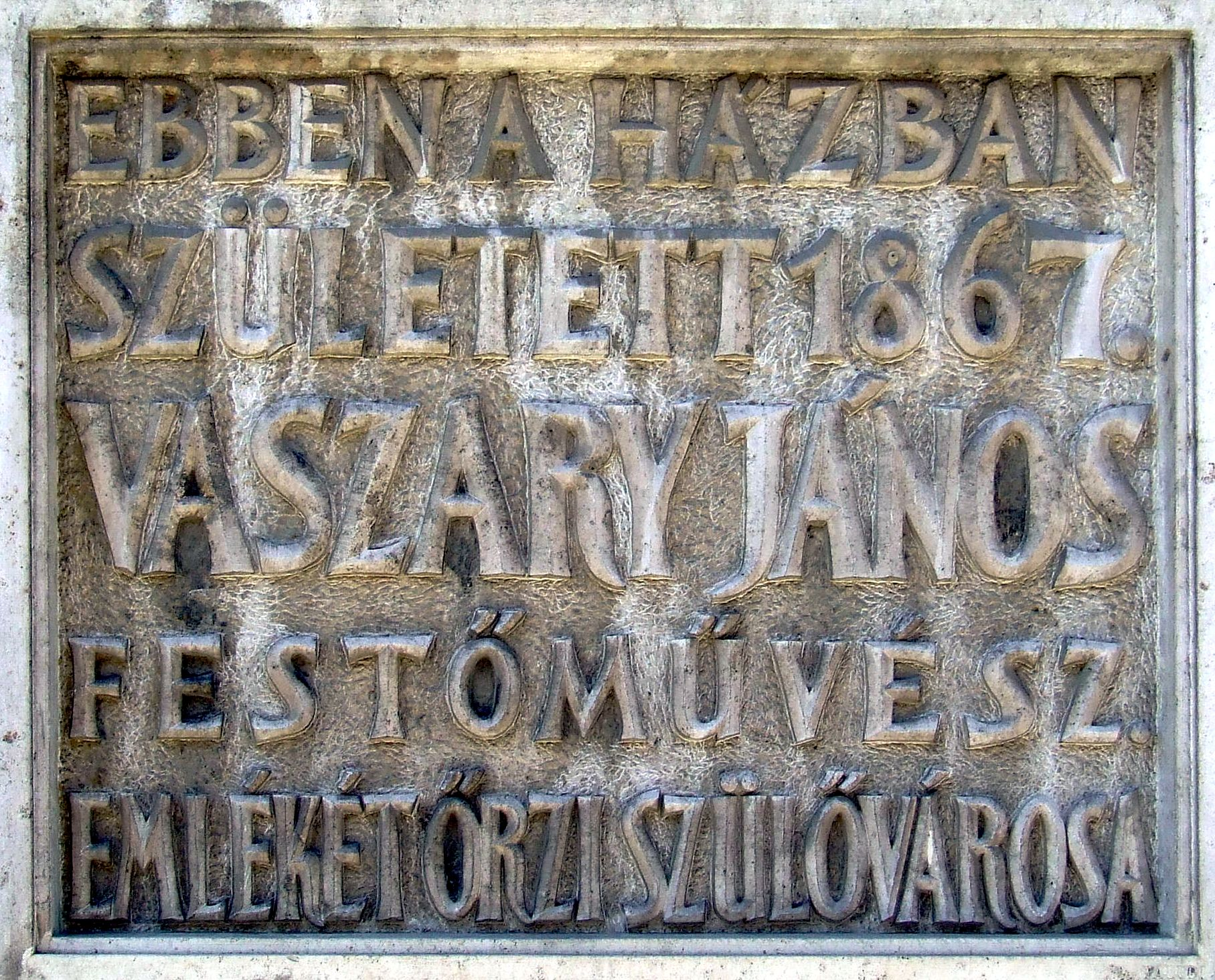
Vaszary János, Zárda utca 9.
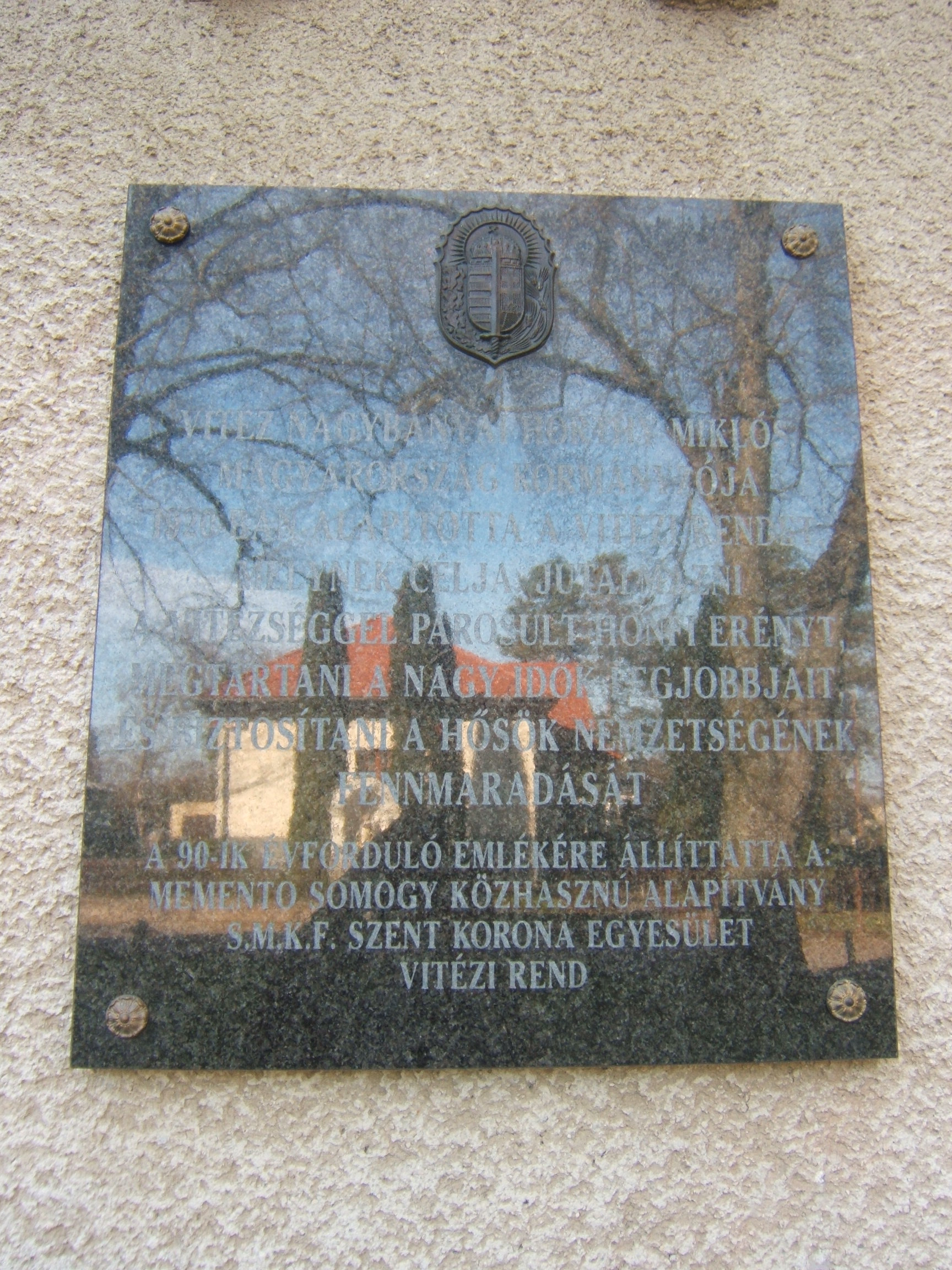
A vitézi rend, Mindszenty tér
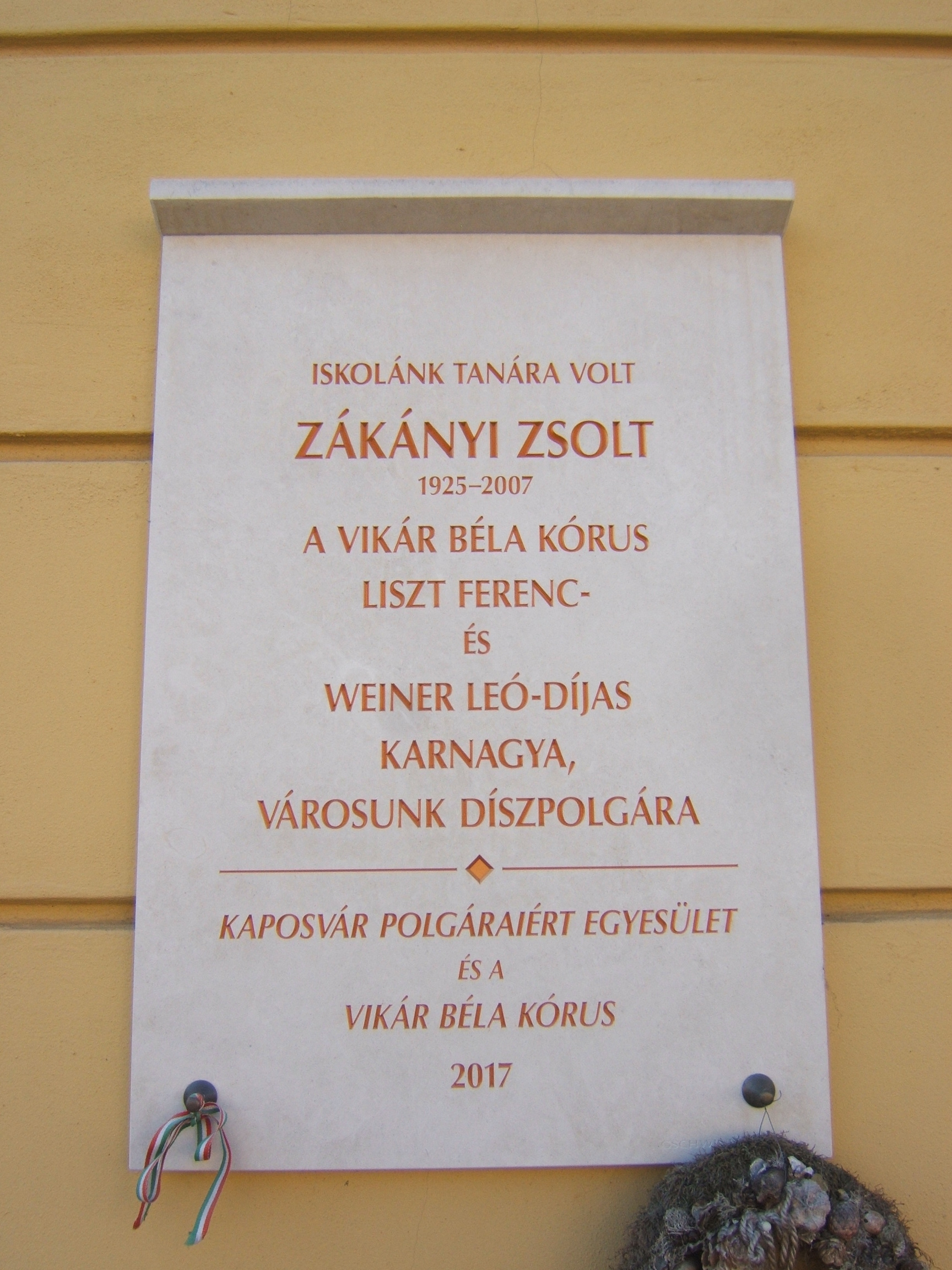
Zákányi Zsolt, Fő u. 40–44.
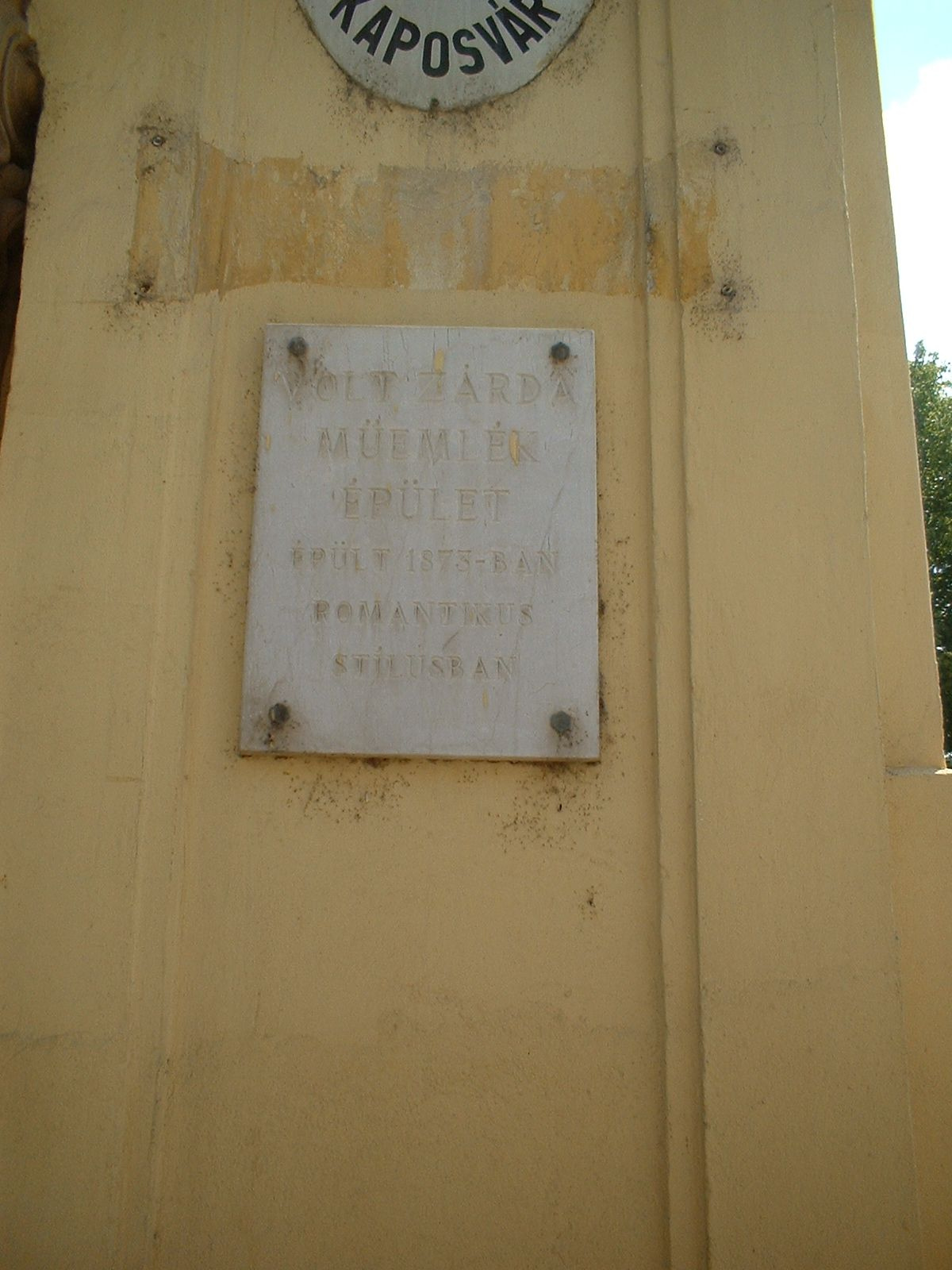
Zárda, Zárda utca 4.

## Lista utcák alapján
| Ady Endre utca (10.) Juan Gyenes Arany János utca (97.) Bodosi Mihály Bajcsy-Zsilinszky utca (5.) Kiss Angyal Ernő lakóhelye (8.) A 3. számú gimnázium Baross Gábor utca (18.) A holokauszt áldozatai Dózsa György utca (15.) Kajtár Márton (16.) Császár Elemér (19.) Simon László Fő utca (2.) Galimberti Sándor, egykori gimnázium és élelmiszeripari iskola (5.) Bereczk Sándor (10.) Latinka Sándor, Noszlopy Gáspár, Somssich Pál, Széchényi Ferenc (29.) Rózsa János (40–44.) Nagy Imre, Zákányi Zsolt (55.) Szaplonczay Manó | József Attila utca (7.) Czibor Zoltán szülőháza Kontrássy utca (1.) Németh István házának helye (2.) Gruber János Kossuth tér (1.) Esterházy Pál (3.) Kaposvár templomépítő papjai Mindszenty tér (1.) 1956-os forradalom áldozatai és hősei, 24. tábori vadászzászlóalj hősei, Mindszenty József, a vitézi rend, Agg József Németh István fasor (52.) A fasor névadója, Németh István Noszlopy utca (5.) Noszlopy Gáspár, prof. dr. Taky Ferenc Rákóczi tér (6–8.) Itt állt Vitéz Merész László háza Róma hegy (88.) Rippl-Rónai József Zárda utca (4.) Zárda (9.) Vaszary János |